# テイルズ オブ シンフォニア
『テイルズ オブ シンフォニア』（TALES OF SYMPHONIA、略称：TOS / シンフォニア）は、2003年8月29日にナムコ（後のバンダイナムコゲームス）から発売されたニンテンドー ゲームキューブ（以下GC）用RPG。『テイルズ オブ』シリーズの1つ。2004年9月22日にはPlayStation 2（以下PS2）用に移植された。ジャンル名は「君と響きあうRPG」。
シリーズ第1作『テイルズ オブ ファンタジア』と同じ世界軸と時間軸にある。シリーズ中、海外累計販売本数で最高の数字をマークしており、全世界累計では約160万本を販売している（2008年4月時点）。
『月刊コミックブレイド』で壱村仁による漫画版が2005年から2007年まで連載され、2007年から2012年までOVA版『テイルズ オブ シンフォニア THE ANIMATION』がリリースされた。2008年6月26日には本作から2年後が舞台の続編『テイルズ オブ シンフォニア -ラタトスクの騎士-』がWiiで発売された。2013年10月10日には本作品と『テイルズ オブ シンフォニア -ラタトスクの騎士-』を同時収録したPlayStation 3用ソフト『テイルズ オブ シンフォニア ユニゾナントパック』が発売された。
2023年2月16日にはフルHDリマスター版『テイルズ オブ シンフォニア リマスター』がNintendo Switch / PlayStation 4 / Xbox One向けに発売された。

## システム

### 戦闘システム
名称は「マルチライン・リニアモーションバトルシステム (ML-LMBS)」。『テイルズ オブ』シリーズは伝統的に「リニアモーションバトルシステム」と呼ばれる戦闘システムを採用しているが（詳細はテイルズ オブ シリーズ#戦闘システムを参照）、本作ではこのシステムが3D化され、敵味方のラインが平面上に複数置かれる「マルチライン・リニアモーションバトルシステム」に発展した。
戦闘フィールド上のキャラは各々がターゲットとするキャラクター（以下キャラ）と見えないラインで結ばれ、そのライン上で移動する。ターゲットを変更すると、移動するラインが変更後のターゲットとの間に切り替わる。ただし、このラインに沿ってしか動けないため、ターゲットを変えないと「前後」「ジャンプ」の移動しか出来ないという欠点もある。
また、本作では「特技」と「奥義」の中間として「秘技」が登場し、「特技→秘技→奥義」の連携が可能になった。このシステムは『テイルズ オブ ザ ワールド レディアント マイソロジー2』、『テイルズ オブ イノセンス』でも用いられている。

### ユニゾン・アタック
戦闘に参加したキャラ全員の特技による複合攻撃。戦闘中にパラメータ上にあるゲージが満タンになると、GC版ではZボタン、PS2版では右スティックを押すことで初撃が発動。これが敵にダメージを与えれば、他のキャラの術技を続けて発動させることが可能となる。逆に、空振りなどで初撃がダメージを与えられなければ失敗となり、不発のままゲージは大きく減少する。
アタックの際に特定の組み合わせの術技を発動させると、複合特技で最後を締め括ることが出来る。複合特技の例には、レイ+上級魔術で「プリズミックスターズ」、ピコハン+虎牙破斬で「ピコ破斬」、レイ+ジャッジメント（グランドクロス）で「福音」などがある。数多いこれらの組み合わせには優先順位が設定されており、同時に複数成立した場合、必ず上位のものが発動する。

### 敵との遭遇
今までのエンカウント方式は、フィールド上で敵が確認出来ない「ランダムエンカウント」であったが、本作では敵が画面上で一定のシンボルとしてうろつき、接触すると戦闘に入る「シンボルエンカウント」を採用。このシステムは『テイルズ オブ ジ アビス』などそれ以後のシリーズ作品でも採用されていることがある。

### バトルグレードポイント
戦闘に勝利すると、お金や経験値の他にGRADEという戦闘評価ポイントが付加される。これは戦闘の内容や結果に応じて変化する戦闘の質的評価である。GRADEを貯めると、特別なアイテムの買い物やクリア時の「グレードショップ」で使える。前作での評判が良かったため本作以降の作品でも同様に採用された。

### キャラクタータイプ
各キャラにはT（テクニカル）タイプとS（ストライク）タイプのメーターがあり、これがタイプを分ける。TタイプとSタイプでは技派生が変わり、Tタイプだとヒット数やリーチに、Sタイプだと威力や吹き飛ばしに長ける傾向がある。TタイプとSタイプの技を同時に覚えることは出来ないが、一度どちらかを覚えても、忘れることでもう片方を覚えることも出来る。なお、GC版ではどちらのタイプの技も習得出来る裏技があったが、PS2版では修正されている。

### EXスキル
EXジェムを使ってキャラを強化するシステム。EXジェムにはLv1 - 4、MAXの5種類があり、各キャラとも最大4つまで装備可能。Lv1 - 4のEXジェムはそれぞれ4種類のEXスキルを持ち、その中の1つを自由に選択出来る。なお、MAXは、Lv1 - 4の全てのEXスキルを習得可能である。ただし、ラストボスからのドロップなので使えるのは2周目以降に限られる。Lv1・2のEXジェムには初歩的なスキルが多く、Lv3・4のEXジェムにはキャラの特性に合った特殊なスキルが多い。ほとんどのEXスキルは戦闘時の能力を変化させる。また、特定の種類の2 - 4個のEXスキルを組み合わせると、複合EXスキルが発現する。
注意点として、同じ欄に新たなEXジェムを装備すると、そこにつけていたEXジェムはなくなってしまう。EXジェムは容易に多数の入手が出来ないため、装備は慎重に考えて行う必要がある。
各EXスキルには、キャラクタータイプと同じくTタイプとSタイプがある。SタイプのEXスキルを多く装備するとキャラクタータイプがSタイプ傾向になり、Tタイプを多く装備するとTタイプ傾向になる。同じ数だと変化しない。Sタイプは単発で威力の大きい技や術を覚え、単体に対して有効である一方、Tタイプは威力よりも連撃を優先した技や広範囲にエフェクトが集まる術を覚え、複数体に対して有効である。

### 秘奥義
物語が終盤になると、各キャラの秘奥義が使えるようになる。それぞれ多くの条件を満たす必要があり、使用するのは難しいが、威力は申し分ない。GC版ではロイド、コレット、ジーニアスの3人のみ。PS2版では他のキャラ（召喚を行うしいなを除く）も使える。

### 戦闘ランク
最初は「ノーマル」と「ハード」のみだが、ゲームを1周クリアすると「マニア」が選べるようになる。難易度が高いほど敵が強くなる他、一部のボス戦で秘奥義を使ってくる。敵のステータスは、「ハード」では「ノーマル」のHP1.5倍及び攻撃力1.25倍・「マニア」ではHP2倍及び攻撃力が1.5倍増加する。

### 好感度
本作では、要所要所で発生する選択肢や主人公の行動、フィールド上にあるスキットポイントの選択肢などにより、キャラの隠しパラメータである「好感度」が上がる。ゲーム中の複数の場面で、主人公と好感度が最も高いキャラとの特別なイベントが発生する。

## ストーリー
現在から4000年をさかのぼるはるかな昔、世界は邪悪な闇の種族ディザイアンが起こした古代戦争のさなかにあった。勇者ミトスは聖地カーラーンで女神マーテルと契約を結び、ディザイアンを封印し戦争を終結させ、世界を救った。
時は流れ、封印されたはずのディザイアンが再び現れ、シルヴァラントに恐怖をもたらす。ディザイアンは人間を支配し、拉致した人間を収容する「人間牧場」と呼ばれる生体実験施設を各地に造営するなど、おぞましい所業を繰り広げていた。ディザイアンの支配と世界の衰亡に喘ぐ人々は、「神子」の登場を心待ちにしていた。
物語の舞台は、伝説と共にあるマーテル教会聖堂に近い集落、神託の村イセリアから始まる。ある日、学校でロイドは幼馴染の少女コレットに神託が降りたことを知った。コレットは、マナの搾取により衰退しつつあるシルヴァラントを救うため、神子として世界再生の旅を始めることになる。

## 世界観
上記の通り、シリーズ第1作『テイルズ オブ ファンタジア』とは同じ世界の時間軸にあり、共通する場所やキャラ、設定などが存在する。両作には設定の違いなどが存在し、直接的な過去未来の関係にあるかどうかは説明されていない。
また、『テイルズ オブ ファンダム Vol.2』ではオリジンが「精霊は複数の世界にまたがって存在しており、どこかの世界で変調をきたすとほかの世界でも影響がでる。そして複数の世界で精霊が危機感を覚えている」と並行世界での存在を示唆する発言をしている。
作品の舞台は、パラレルワールドとして背中合わせに存在する2つの世界「シルヴァラント」と「テセアラ」。両者の世界は次元の壁に阻まれていて通常は互いに行き来が出来ないが、特殊な技術を用いた飛行機械などで往還している者もいる。
シルヴァラントとテセアラは、互いに「マナ」と呼ばれる生命の源となる力を共有しており、一方にマナが偏在すればその世界が栄え、他方はマナが搾取され衰えるという危うい均衡関係にある。現在はシルヴァラントのマナが枯渇しつつあり、死滅の危機に瀕していた。そのためシルヴァラントに住む人々は世界の死滅を恐れ、この状況を救えるマナの血族「神子」に願いを託した。
同時に、この世界に住む主要な種族である人間、エルフ、ハーフエルフの3種族間には、深刻な差別問題が存在する。ハーフエルフは人間、エルフの両方から差別を受けており、作中でも何度も争いが起きている。

## 用語

### 種族
エルフ
巨大彗星「デリス・カーラーン」から地球に移住した、人間と同じサイズの異星人。耳が尖がっており、判別は容易。例外なく誰もが美しい容貌の持ち主で、寿命も千年以上と長い。また、マナを紡ぐ力を持ち、そのマナで「魔術」を行使出来る。本作では、ユミルの森に集まり暮らしている。古代大戦時代からハーフエルフと不仲で、ハーフエルフに嫌悪を抱いているが、人間に対してはある程度友好的に接する。
ハーフエルフ
人間とエルフの間に生まれた者。混血第一世代のみを指す。外見・能力ともエルフに近いが、傾向として内面の性格は人間に近く、エルフと比べると闘争心が強い。人として積極性・好奇心とエルフとしての知性・魔力・寿命を併せ持つため、魔科学等の研究者として優れている。しかしそれゆえにか人・エルフの双方から差別されており、特にテセアラではハーフエルフの人権がほぼないといえるほど差別が強く、牢獄同然の場所に囚われて奴隷として魔化学の研究をさせられるハーフエルフも少なくない。
ドワーフ
本作では人間より小柄な種族。手先が器用で、あらゆる品を創り出す能力に長ける。もはや希少種になってしまった。

### エクスフィア
宝玉を思わせる外見だが、実は無機生命体で生きている。所有者の大半がディザイアン。肌に装着した者の遺伝子に着床後、日常で特に必要とされる能力を重点的に強化し、装着者を進化させる。また、人のみではなく、機械の動力源としても使用可能。
エクスフィアの暗部の一つは、遺伝子への着床による「寄生」である。これを防ぐには要の紋が必要。さらに、鉱山から掘り出しても使えないエクスフィアは、増幅器として目覚めるための代償として人間の生命を奪う。機械の動力源として使用される場合にも目覚めた物を使用するが、人と違って吸い上げられるような命を持っていないので目立ったデメリットは存在せず、作中では唯一絶対安全圏を維持したまま利用出来る方法として描かれており、実際にテセアラのグランテセアラブリッジは数千にも及ぶエクスフィアで制御されているにも関わらず、何一つ問題なく稼働していた。
要の紋
ドワーフの持つ特殊技術で「抑制鉱石」を加工して作る、寄生抑制装置。エクスフィアの装備時、まじないを刻んだ要の紋を一緒につけることによって、寄生を防ぎ、増幅器としてのみの効果を得られる。ただ単にまじないを刻むだけでもある程度の効果は得られるが、その場合、エクスフィアが持つ本来の力はまじないの力量を超えてしまい、抑えられなくなる。
エクスフィギュア
要の紋を使わずに寄生させたエクスフィアをはがし、その人間の体内のマナを暴走させることによって、変異させた怪物。人間の2倍近い大きさになり、肌も毒々しい色に変化、目も単眼になる。筋力が異常に発達するが、人間としての理性や判断力はほぼ消失する。ユニコーンの力で治療可能。
体内のマナが低下した際、意識が戻ったり、本来の人間の姿に戻ったりする場合もある。
クルシスの輝石
進化した特殊なエクスフィア。別名ハイエクスフィア。エクスフィアの強化機能に加え、生命体の無機化や羽による飛行などが可能。要の紋を使用せず長期間装着していると、自我が失われていく。また、ごく稀に「永続天使性無機結晶症」という体が結晶化する現象も起きる。神子であるコレットやゼロスが所持しており、ロイドが母の形見として使っているエクスフィアも、覚醒状態ではないもののクルシスの輝石である。
ゲーム中で神子がクルシスの輝石を握って生まれるとあるが、これは神子が生まれた際にクルシスが与えたもので実際に握って生まれることはない。
天使
古代大戦時に開発された技術の一つ。クルシスの輝石の力で体内のマナを用いて無機化し、身体の自然な成長を停止させる。天使化すると食事や睡眠などの生理機能や五感など最終的にほとんどの身体の機能を調整することができる。マナの放出による飛行も可能。なお、デリス・カーラーンの都市「神聖都市ウィルガイア」に住むハーフエルフは、ほとんどが感情を失っている（天使化した当初は感情表現が極度に抑えられ制御にはかなりの能力と時間を要し永遠に感情が戻らない者も多い）がレミエルのような天使も存在する。この技術により、古代大戦の英雄であるミトスとユアン、クラトスは、四千年という途方もない時間を生き延びた。天使は体内のマナを放出した際に出来る透き通った光の羽、または実体化した白い鳥の翼のような羽を持つ。前者は元の状態と無機生命体の状態を自由に変化させることが出来、羽の出し入れも可能。後者は飛行形態を長く続けた結果マナの放出部分すら体の一部として物質化し固着してしまった結果で身体の調整を上手く行うことができない未熟な天使である証である。
永続天使性無機結晶症
百万人に一人の割合で発生する、クルシスの輝石の拒絶反応による病。数か月かけて外部を侵食し、その後の数か月で内部も結晶化し、最終的には死に至る。
治療法は、ルーンクレストを要の紋に装着すること。マナリーフとジルコン、マナのかけら、調合する術の触媒として使われるユニコーンの角が材料となる。
エンジェルス計画
エクスフィアの段階から特殊なクルシスの輝石を作るという計画。発案者はクヴァルで、魔導砲を制御できるクルシスの輝石を作るという裏の目的のために始めた。テセアラでもロディルと繋がっている者たちが、同じ計画を行なっている。
プレセアとアンナはエンジェルス計画の被験者で、特にアンナに埋め込まれていたエクスフィア（ロイドのエクスフィア）は一番の成功例であったらしい。そのためか、人間牧場で対峙する五聖刃も、ロイドのエクスフィアが絡むとコレットの暗殺や牧場破壊の阻止よりもそちらを優先していた。アリシアもヴァーリによってエンジェルス計画の実験体にされたが、エクスフィアが体内のマナに適合しなかったため、失敗している。

### 世界再生
神子
マーテルの遺伝子情報に近い者として、表裏で繋がる繁栄世界と衰退世界の双方で1人ずつ選出された存在。神子と呼ぶ存在はクルシスの輝石を持っている者で男女関係ないが、再生の旅に出るのはマーテルの器という目的上16歳の少女となっている。衰退世界の神子は世界再生の旅に出るが、実際は、その旅自体が繁栄世界から衰退世界にマナを流動させ、量の比率を逆転させるもので、表が繁栄すればするほど裏は衰退の一途を辿ることになる。
旅の過程の天使化により記憶や感情を失った神子は、試練の最終段階でマーテルのマナを流し込まれ、マーテルの器とされる。過去に再生の旅を完遂させた神子はいたものの、マーテルのマナとの不適合が原因で全員死亡しており、歴代の神子の中でマーテルの固有マナに最も近かったコレットだけが、マーテルとの同化後も生き延びた。繁栄世界の神子は旅には出ず、マーテルの遺伝子情報を絶やさないために婚姻統制するクルシスの監視下で、次の神子を生み出す役割を担っている。
災害などによるマナの一族の全滅を防ぐため、神子の親族は本家から離れた場所に住むことになっている。ゼロスによれば仮にコレットが世界再生の旅で亡くなった場合は、コレットの従姉妹筋が次の神子本家になるという。
繁栄世界・衰退世界
シルヴァラントとテセアラの2つの世界のうち、大いなる実りからマナが流れ込む世界は繁栄し、流れ込まない世界は衰退する。比率は神子の世界再生の旅によって逆転していく。約800年前からレネゲードによる衰退世界の神子の暗殺や神子自身の失敗が続き、旅が完遂されなかったため、長い間マナの逆転が起こらず、テセアラは異常繁栄、シルヴァラントは異常衰退に至っている。このことに関してユグドラシルも「今はテセアラに傾きすぎ」だと語っている。

### その他
魔導注入
デリス・カーラーンにある鉱石アイオニトスを粉末状にして飲むことで、マナを扱えるようになり、エルフの血を引く者以外でも魔術の使用が可能になる技術。本編ではクラトスとゼロスが受けている。
救いの塔
世界再生の旅の最終地点とされており、世界各地に点在する4つ封印を解いて回り、最後にここで神子が祈りを捧げる。神子としての試練なのか救いの塔周辺のモンスターは強く、加えて塔の周辺を見えないバリアで阻まれ、近付けないようにされている。シルヴァラントとテセアラを繋いでいる空間、および施設である。しいなによれば「元々救いの塔は繁栄世界に出現する」らしく、コレットが神託を受けた直後に救いの塔がシルヴァラントに出現した事から、神託を承ったその瞬間から既にシルヴァラントとテセアラのマナの流れの逆転現象が始まっていた事になる。2つの世界にありながらも1つの存在で、外観も内部も全く同じである。非常に高い塔で地上からではその先端を見る事は出来ないが、実際にはデリス・カーラーンと連結し、同時に障壁を発生させて、地上から4千年間、常に星のすぐそばに停滞していたデリス・カーラーンの存在を目視出来ないようにしていた。その影響で、救いの塔が崩れれば当然デリス・カーラーンは離れて行き、崩れた破片で大きな被害が発生する。塔の入口から入った時に目の前に飛び込んでくるのは宙に浮かぶ大量の神子遺体である。歴代の神子の遺体であり、その奥に祈りを捧げる祭壇がある。コレットが失敗すればその中の1人となっていた。その数の多さからロイド達は「なぜそこまでの数があって成功しなかったのか」という事実に触れ始めた。
マナ
人間やエルフのみならず、草や大地、水や火など、あらゆる命の源。水よりも大切なモノで、マナがなければ大地すら死ぬ。ジーニアス曰く「全てを構成する物質」で、異常衰退となっているシルヴァラントでは「限りある物質」と言われているが、実際には本作に出てくるお伽話の中に「無限にマナを生み出す大樹」として記されている「大樹カーラーン」が実在する。他にも、デリス・カーラーンそのものがマナそのもので出来た彗星であり、救いの塔で繋ぎ止められるまでは、100年に1度の周期で星の近くを通り、デリス・カーラーンから漏れたマナが地表に降り注ぎ、徐々に大地や草木などの命が誕生し始めた。それ故にマナを求める事に固執する人も少なくない。人に対しての影響は、濃度が高いほど有能、学術に対して優秀な人が生まれやすく、その結果、物語中ではテセアラでは豊富なマナによる文明発展が進んでいたり、ジーニアスとリフィルの学力がシルヴァラントに似つかわしくないレベルとなっている（この事にはしいなにも指摘されている）。物語の最初から中盤にかけては世界再生や精霊との契約という目的もあってマナの存在に触れる機会が多かったが、イセリア人間牧場攻略時辺りからはより密接な関わりを見せるアイテムは増えたが、名前や存在自体に触れる機会は少なくなって行った。ゲームのシステム上ではマナという存在はTPとして扱われている。

## 登場人物

### 主要人物

#### 戦闘員
ロイド・アーヴィング (Lloyd Irving)
声 - 小西克幸
シルヴァラント出身 / 17歳 / 身長173cm / 体重58kg / クラス：剣士 / エクスフィアの位置：左手の甲
本作の主人公。茶髪の少年剣士。幼馴染のコレットを護るために加えて、母親がディザイアンに殺されたことを知ってその仇を討つため旅に出ることを決意し、コレットの世界再生の旅に同行。エクスフィアは母の形見で、ハイエクスフィアと呼ばれる上位の物。
幼少期に母であるアンナと森の中にいたところをドワーフのダイクに拾われ、養子として育てられた。そのため、人種や立場に対する偏見がない。ドワーフに育てられた生い立ちに加え、村の学校で神子として特別扱いをされているコレットやジーニアスとの行動が多いことから、同じく浮いた存在となっていた。正義を振りかざす「他者」を嫌っている。クールなキャラに憧れているが、飽きっぽい性格で、お人好しの熱血漢である。人を惹きつける魅力を持ち、真っ直ぐで言動に裏表がないので周囲には彼に好意を持っているものも多い。そのおかげか普段はパーティ仲もよいのだが、他人の立場で考えるのがあまり得意ではなく、根本的な現実を理解しないままに自分の考えに基づく発言をすることもあるため、時に周囲に非難される。また、全員を「仲間」として見るがゆえに女心に疎く、寄せられる好意には言われるまでまったく気付かない。少々天然ボケなところがあり、コレットの独特の発言に流されて彼女と一緒に話の論点をずらしていく場面もある。
「1本の力が100なら、2本で200」という単純な発想から、我流の二刀流剣術を体得（そのことをクラトスに話した時、哀れみの目で見られた）。また、ダイクに鍛えられたおかげで手先が器用で、扱いが困難な「要の紋」のメンテナンスを行うことができる。その器用さからか料理も上手いが、ビーフを追加しようとする癖があり、トマトが大嫌い。
戦闘では主人公らしく、通常攻撃が使いやすく、HIT数の多い技を修得していくが、回復の特技は修得しない。初心者でも安心して使えるが、TPは低い。
学校での成績はすこぶる悪く、九九もできない。ただし、勉強が嫌いなだけで頭の回転は速く、コレットが（天使化による）体の変調を隠していることに気づき、一杯のコーヒーを使って確かめたり、工芸や機械などの一部の知識に精通していたりする。
名前の由来はロイド眼鏡から取られており、初期のデザインでは眼鏡をかけていた。また、キャラクターデザインの藤島康介がラフで描いていたマントは、3Dでの再現が難しいため没になり、代わりに鉢巻状の帯が首に2本つけられた経緯がある。
第4回「テイルズ オブ」キャラクター人気投票で4位を獲得。3回目では24位。
コレット・ブルーネル (Collet Brunel)
声 - 水樹奈々
シルヴァラント出身 / 16歳 / 身長158cm / 体重44kg / クラス：神子 / エクスフィア（クルシスの輝石）の位置：胸部
本作のヒロイン。シルヴァラントの神子。ロイドの幼馴染。家族は父親のフランクと祖母のファイドラ。マナの血族の末裔であり、エクスフィアの進化形と考えられる宝玉「クルシスの輝石」を握って生まれたことで神子の証とされ、神託を受け世界再生の役目を背負うことになる。神子という立場から学校では浮いている存在で、友達になってくれたロイドに幼馴染以上のほのかな想いを抱いている。後に天使として肉体が変化し始めると、桃色に輝く光の羽を纏って空を飛べるようになるなど超常的な力を得、視覚や聴覚も強化されるが、それと引き換えに味覚や痛覚、眠気や疲労、果ては言葉など人間としての感覚を徐々に失っていく（リフィル曰く「天使疾患」）。天使化が治ってからも、羽での飛行能力や優れた聴力など一部の力は残った。
普段は心優しくおっとりした性格で時々「だいじょぶ」「どしたの?」などの「う」を抜いた喋り方をする（ちゃんと「大丈夫」と「う」を入れて喋る時は隠し事をごまかす時）。また、天然ボケな性格でもあり、ロイドの意見に引き摺られがち。彼と話していると、論点が少しずつずれていくらしい。ドジっ娘でよく転ぶが、その結果が功を奏し、パーティの活路を開く場面もあり、しいなから「神に愛されたドジ」と評されている。世界中の野良犬に名前をつけて回るほどの動物好き。神子として育てられた影響もあり、自己犠牲心や責任感が非常に強い。その感情意識のためか、選択肢では一貫して「危険よりも人の命を気遣う」事を好む。ただし、ロイドの事を誰よりも好きに思っているためか、自分よりも他の女性を気遣った発言をすると好感度を下げてしまう一面もある。また、何かあるとすぐに謝る癖がある。歴代の神子の中でマーテルとの固有マナが最も近く、マーテルと一時的に融合した時彼女と記憶の一部を共有したことにより、その思いを知り、性格も微妙に変化した。しいなのスタイルのよさを、同じ女性として羨ましがっている。
好きなフルーツを使った料理とクリームシチューが得意。ピーマンが嫌い。リーガルほどではないが紅茶派。
武器はチャクラム（戦輪）で、普段は上着の背中側に収納している。通常攻撃が全段HITし難く、技も隙が大きいため、敵との間合いが重要となる。他にもピコハンやパラライボールを隠し持つ。また、物語序盤で最初の天使化を経ると「天使術」と呼ばれる特有の光系上級魔術が操れるようになる。アイテムスティール、ローバーアイテムではずっこけてアイテムを奪う。回復術が使えないヒロインは彼女が初である。
ジーニアス・セイジ (Genius Sage)
声 - 折笠愛
シルヴァラント出身（生まれはテセアラ） / 12歳 / 身長141cm / 体重29kg / クラス：魔術士 / エクスフィアの位置：右手の甲
イセリアに住むハーフエルフの少年。ロイド、コレットとは親友。村の子供の中で一番の頭脳の持ち主で、名門学校から招待を受ける程。趣味は勉強。パーティではリフィルに次いで学力に長け、物理学の衝撃の計算を暗算であっさり行える。一方で、人間牧場に捕らえられている老婆にパンを差し入れる優しさもあり、精神面や社会的な考え方は年相応に幼い。洗濯、掃除、料理と家事は何でもこなし、料理の腕はパーティキャラ中一番。好物はミルクで、好きな料理はグラタン。ニンジンが嫌いで、追加食材にも使わない。また、運動は苦手で、走り回っているとよく転ぶ。仲間とは打ち解けて話すものの、幼い頃から迫害され続けたため他人の目に敏感で、慎重に距離を置く引っ込み思案な面もある。たびたび「人間は嫌いだ」を発しているが、根が優しいので根本から嫌いになる事が出来ず、メンバーを始め、自分の学力に近い実力を持ったマイティと親しくなったり、ロイドとのイベントで「ロイドといれば人間嫌いが治せるかもしれない」と、リフィルに比べれば壁は薄く、実のところ前向きな面がある。
生まれはテセアラのヘイムダールで、母バージニアがハーフエルフ迫害から逃れさせようとシルヴァラントに送った。だが、シルヴァラントでも迫害を受けたため、普段はエルフとして暮らしている。また耳は丸耳で、エルフ（尖耳）との違いを隠すために髪を伸ばしている。ジーニアスにとって初めての同種族かつ同年代の友達であるミトスとは、親がおらず姉に育てられた境遇もよく似ており、2人の絆は強かったが、それらはミトスが正体を明かしたのと同時に彼によって崩壊されることになってしまう。
テセアラで出会ったプレセアに一目惚れし、12歳という年齢なりに不器用かつ積極的にアプローチを試みるものの、プレセアが感情を取り戻す前も取り戻した後も、あまり報われることは無かった。
攻撃系の魔術を得意とする魔術士で、多様な属性の攻撃魔術を修得する。呪文詠唱のリズムを取るための道具としてけん玉を装備しており、フレイルやモーニングスターのように扱って直接攻撃も行う。エクスフィアは、慕っていた老婆マーブルの形見。
リフィル・セイジ (Refill Sage)
声 - 冬馬由美
シルヴァラント出身（生まれはテセアラ） / 23歳 / 身長166cm / 体重49kg / クラス：先生 / エクスフィアの位置：不明
イセリアの学校のただ一人の教師で、ジーニアスの姉。周囲からは「リフィル先生」と呼ばれる。聡明な美人で、イセリアではファンクラブも存在する。冷静で大人びた雰囲気だが、考古学や魔科学に長じており、遺跡やアンティークを見ると興奮して人格が変わる（ロイド達曰く「遺跡モード」）遺跡マニアでもある。自分の授業を無視したり、規則を守らない生徒へは容赦なくチョーク・黒板消しを投げる、尻を叩く、蹴りを入れるといったお仕置きと称した制裁を与える。家事全般が苦手。特に料理は壊滅的で「画期的」という理由だけで辛いケーキを作ったりしており、料理の腕はメンバー中最低。レモンが好物で、ほとんどの料理に追加食材として使う。コーヒー派。
ヘイムダール生まれ。子供の頃から非常に優秀で、王立研究院にその頭脳を欲されたが拒み、両親や弟のジーニアスと共に追われる生活を送っていた。追手から逃れるために母によって弟とシルヴァラントに送り込まれるが、そこでも迫害を受け、幼い弟を育てながら放浪する。18歳のとき、ようやくイセリアに定住するものの、種族をエルフと偽り暮らさなければならなかった。その生い立ちからか、パーティ内では最も慎重で他人を疑う性格であり、自分達を異世界に追いやった母親を長年恨んでいた。選択肢においても一貫通して「冷静かつ合理的な発言」を好むほど。また、逃亡生活中に真冬の海に投げ出され溺死しかけた経験があり、カナヅチで水周りが苦手（お湯は平気）。仲間にも、弟にさえ弱点を隠そうとするが、水を前にすると目に見えて怯える。ハーフエルフであることがばれないように、弟と同じ丸耳を髪で隠している。しいなとは憎まれ口を叩き合いながらも親しい仲。彼女には及ばないものの、女性らしい体型の持ち主。
ミトスとの決戦後は、ジーニアスと共にハーフエルフへの迫害をなくすための旅に出た。
攻撃術に特化した弟とは対照的に、さまざまな回復・補助系の治癒術を使う。また光属性の魔法も得意とする僧侶タイプ。武器は杖を使う。エクスフィアはレネゲードのボータが所持していたもの。
藤林 しいな【（ふじばやし しいな）/Shihna Fujibayashi】
声 - 岡村明美
テセアラ出身 / 19歳 / 身長164cm / 体重48kg / クラス：符術士 / エクスフィアの位置：不明（小説版は二の腕）
テセアラの隠れ里ミズホ出身のくノ一。テセアラ王の依頼で、シルヴァラントを救おうとする神子コレットの命を狙う暗殺者としてロイド達の前に現れる。だが、情に脆いため任務に徹しきれず、コレットの優しさに触れて動揺する。人工精霊コリンをいつもお供に連れている（ドラマCDで両者の出会いが描かれている）。ゼロスとは以前から面識があり、軽口を言い合う間柄。だが以前ゼロスの恋人と勘違い（ゼロスがしいなを恋人だと述べたため）して斬りかかってきた妹のセレスには、少々苦手意識を持っている。エルフの血が少し入っているため、既に途絶えつつある召喚術を使える（精霊などの自然界のマナを使うにはエルフの血が必要なため、コリンとの契約に成功したのを機に、しいながエルフの血を引いていることが確定的になったという）。
女性陣の中で一番のグラマラスな体型で、巨乳。特に称号で変化する彼女の衣装は、スタイルのよさを強調する露出度の高いものが多い。しいな自身はその体型を気にしており、周囲からの指摘や注目を浴びることを恥じている。また、恋愛においては疎く、清らかな乙女とのみ意思の疎通が可能なユニコーンと対面した際には、驚くメンバーに対し憤りを見せた。しかし、密かにロイドに想いを寄せており、彼とのやりとりで照れると、発言がしどろもどろになってしまい、気持ちを伝えることができない。
料理の腕は女性陣の中で一番（ロイドと同じレベル）。ただし勉強は苦手で、パーティでは下から2番目。
過去に雷の精霊ヴォルトとの契約に失敗し、ミズホの里の4分の1の人間を死に至らしめるという甚大な被害をもたらしたことがあり、トラウマとなっている。その一件以降、里の中でも孤立しがちで、身内を亡くした者達の恨みも肌に感じて育ったことから、自責の念が強い。
札による攻撃や力の吸収などを行う符術士。リーチが短く威力も低いものの、懐に飛び込めば素早い連携が可能。また、契約に成功した精霊を召喚出来る召喚士でもある。特技のエフェクトは札を貼る操作のみのものが多い。
サブイベントで、ガオラキアの森に捨てられていた子供だったことが判明する。本当の出自は作中で明かされていない。
「しいな」というのは字（あざな）で本名は不明。また『ファンタジア』に登場した藤林すずとの関係は謎。
ゼロス・ワイルダー (Zelos Wilder)
声 - 小野坂昌也、田中晶子（幼少期〈OVA〉）
テセアラ出身 / 22歳 / 身長179cm / 体重68kg / クラス：魔法剣士 / エクスフィア（クルシスの輝石）の位置：胸部
テセアラの神子。紅髪の美青年で、王族の次に権力を持つ公爵でもあるが、普段は定職に就かずブラブラしている。クラトスと同タイプの魔法剣士。長短さまざまな剣の扱いに長ける。同じ魔剣士のクラトスと比べると流れるような動作で速度が速いが、リーチがやや短い。また、アイオニトスを服用しているため、ハーフエルフ同様、体内でマナを生産し攻撃魔法や回復術を使うこともできる。しいなとは物語が始まる前からの顔見知りで、後日談として発売されたドラマCDではしいなとの珍道中が描かれている。本人たちによれば「腐れ縁」とのこと。しかしコリンを失ったしいなを遠回しに気遣う、自身の命を犠牲にしようとした彼女を真剣に止めるなど、特別視しているような様子も見受けられる。
リーガルの正体を見抜くなど洞察力に優れる一方、皮肉屋でもある。無類の女好きで、よく女の子に声を掛けているが、パーティ内では軽くあしらわれてしまう（ただし、メルトキオではモテモテ）。たまに冗談混じりでロイドを「ハニー」と呼んだり、わざと周囲の批判を買うような発言をするなど、一部の仲間から「アホ神子」と呆れられる態度を見せるが、それらの軽薄な外面は体裁を保つための表の顔でしかなく、あらゆる人間に神子としか見られない自分の生まれに疎外感を抱いている。
父親と母親のミレーヌは、マナの血族を管理するクルシスに結婚を強いられ、それぞれ愛した人と引き離された。父はゼロスの幼少期に自害。母は神子の地位争いのために父の恋人（妹の母）に刺客を向けられたゼロスの身代わりの形で殺される。彼女の死の間際に「お前なんか生まなければ」とゼロスは母に自分の存在を否定された過去を持つ。その事件の後始末により、妹の母は処刑され、唯一残った肉親である妹のセレスは、孤島の修道院に軟禁された。妹に素っ気なく接するゼロスだが、内心では大切に想い、身につけるのを嫌ったクルシスの輝石（神子の証）を彼女に預けている。事件は雪の日に起きたため、雪に対するトラウマがあり、冬の間は南方のアルタミラで過ごしている。
ハーフエルフに母を殺されたため、内心ハーフエルフを嫌っていたが、終盤ロイド達との旅によりそれも和らいだらしく、国王にハーフエルフを差別する法律を撤廃するように進言した。
王立研究院付属の学問所を首席で卒業しており、ジーニアスのミスを指摘するなど、リフィルも認めるほど高い学力を誇る。ロイド達に教えることもある。得意科目は数学、苦手科目は化学。
神子という立場からの解放を条件に、クルシスのスパイとしてロイドの仲間に加わり、さらにレネゲードとの間でも暗躍していた。終盤でロイド達を裏切りパーティから離脱するが、物語の分岐次第ではすぐにパーティに戻ってくる。この分岐により、最終的にゼロスとクラトスのどちらか一方のみが仲間になる。ゼロスが再加入しないルートを辿った場合、彼は悲劇的な最期を迎え、エンディングにも一切登場しない。最初はロイドを軽く見ていたが、旅を通じて一心に頼りにしてくれる姿を見て少しずつ見直すようになり、裏切ってもなお信じてくれた彼に終盤ではかなりの信頼を寄せていた。
天使化の際の羽の色は金色。物語上では特定のルートでしか天使化はしないが、秘奥義【シャイニング・バインド】を使用した場合、「天使化」と表記され羽が出現する（もう1つの【ディバイン・ジャッジメント】では『昇華』と表記される）。
全く料理をする必要のない環境に育った彼だが、どんな料理でも無難にこなす。だが熟練度は男の中では最下位。フルーツポンチやケーキには好物のメロンを入れようとする傾向がある。好きな食べ物はメロンとタイとマグロ。嫌いな食べ物はタコ。
彼固有のEXスキルにより、町の女性に話しかけると幸運の値に応じてアイテムをもらうことができる。
作中や『テイルズ オブ ファンダム Vol.2』ではクラトスに対して冷たく接したり、皮肉や暴言を吐くことが多い。これは彼の母親の死の一件で「親は子を守るもの」という持論から、息子を振り回すクラトスを許せなかったため。
物語後を舞台とするドラマCD『a long time ago』では、神子としての立場からテセアラの政治に干渉し、シルヴァラント復興に力を貸している。しかし、それを良しとしない貴族たちから、命を狙われ続けている模様。本人の意志としては「今まで何をせずとも許されてきた自分がやり遂げられるだけの最善を自分の手で尽くし、セレスを修道院から出してやりたい」という事をセレスにのみ伝えている。
またしいなとの2人旅を綴ったドラマCD『ロデオライド・ツアー』では、「世界を脅かす存在」としてテロリストに命を狙われ、各地を放浪する。ここでもとある事件に巻き込まれたセレスに「兄貴らしい所を魅せたい」と単独でテロリストのアジトに乗り込んだりと、彼の行動原理は基本的にセレスに集中している。
ビバ☆テイルズ オブでは、『テイルズ オブ ジ アビス』のジェイドと共に司会を務め、『テイルズ オブ』シリーズの藤島康介デザインのキャラが総出演する『テイルズ オブ ファンダム Vol.2』のCMでも2人で出演している。
プレセア・コンバティール (Presea Combatir)
声 - 桑島法子
テセアラ出身 / 12歳（実年齢は28歳） / 身長138cm / 体重24kg / クラス：斧戦士 / エクスフィアの位置：胸部
神殿に神木を納めている木こりの少女。トレードマークはトゲトゲのツインテールと巨斧。
病に臥した父の代わりに働くためにエクスフィアを求め、ロディルたちの思惑により、人工的にクルシスの輝石を作り出す「エンジェルス計画」の実験体にされて、エクスフィアと、エクスフィアの覚醒を遅らせる仕掛けが施された要の紋を植えつけられた。その影響で、人間離れした怪力を得た反面、喜怒哀楽の感情の全てを失った。肉体も12歳のまま成長が止まり、以降、同じ村の住民に化け物扱いを受けながら機械的に働く生活を送っていた。ロイド達が現れて、エクスフィアに正しい要の紋を装着されたことで16年振りに感情を取り戻せたが、知らずに過ぎ去った年月に対する複雑な思いが残った。事故とはいえ、ただ1人の妹のアリシアをリーガルに殺されたことで、2人の間にはわだかまりがある。
生来は無邪気で明るい少女だったが、感情を取り戻した後も本来の性格に戻らず、冷静沈着だがやや感覚がずれた面もあり、無意識の毒舌家。ゼロスのふざけ半分の要求を受け、彼のことは最初から最後まで「ゼロスくん」と呼び続けている。ジーニアスに好意を寄せられておりしばしばアプローチを受けるが、本人にはほとんど自覚が無い。好きなものは肉球で、コリンやノイシュの肉球を触るのが好き。ロイドと同じく手先は器用で、彼女の木彫りの作品はお守りとしても評判が高く、よく売れる。ドラマCDでは、妹のアリシアよりも裁縫が苦手という設定になっている。
パーティにおける料理の腕前の順番は、最下位のリフィルの上。ただし、リフィルと違って栄養バランスは考慮しているらしく、レモンと肉か魚かを適当に追加しておしまい、ということはない。
エクスフィアの特性から、小柄な少女であるにもかかわらず、戦闘時には身の丈を超える巨大な斧を振るうパワーを誇る戦士となる。エンジェルス計画の一環として扱われたほぼクルシスの輝石に近いエクスフィアを装備しているため、物理攻撃面はパーティで最強である。敵の攻撃が当たり難い低い身長が功を奏し、乱戦に強い。秘奥義が2種類あるメンバーは彼女を含めリフィル、ゼロスの3人だが、プレセアは追加秘奥義という形で、発動条件の難易度は随一。その分威力も全秘奥義中最強で、鍛え上げた魔装具を装備すればラストボスさえ一撃で倒すことも可能。初期設定の髪の色は薄紫色だったが、製作側からの要望でピンクに変更されている。
リーガル・ブライアン (Regal Bryan)
声 - 大塚明夫、柳井久代（幼少期〈ドラマCD〉）
テセアラ出身 / 33歳 / 身長189cm / 体重85kg / クラス：格闘家 / エクスフィアの位置：不明
ロイド達を襲った囚人の1人。貴族の生まれで、かつては大会社「レザレノ・カンパニー」の会長として恵まれた生活を送っていたが、罠に嵌り、愛する者を手にかけてしまった。その罪悪感から自首して自ら牢獄に入り、犯した罪を悔いながらも決して忘れないように、両手に手枷を嵌めている。また、死なせた恋人のアリシアがプレセアの妹であったために、アリシアの面影を持つプレセアをエクスフィアの呪縛から救うためにロイドたちに同行し、仲間になった後も彼女を特別気に懸けている。口数が少なく無愛想な性格だが、貴族ゆえに博識でロマンチストでもあり、洗練された言い回しには気障な言葉も覗く。プレセアと同じく肉球好きだったり、ロイドを足で戦わせようと張り切るなど、スキットではお茶目な描写も多い。スキットでロイドに「親父って感じがする」と言われてショックを受けていたことから、自分の年を気にしている面も見られる。ドラマCDでは、ゼロスが書いた芝居（リーガル主人公のヒーローもの）を意欲的に演じるなど、子供っぽいところもある。
戦闘では両手を使うことなく、獄中で身に付けた足技が主体の格闘流派「トラウベル流武術」を駆使し、脛の部分に足甲（レガース）を嵌めて蹴り技で攻撃する。さらに気功術を用いた回復もこなす。特技の連携への繋げ方とタイミングによって、戦闘における活躍が左右される。
昔は、手や腕を多用する武術の使い手でもあった。イベントで一度だけ手技を見せるが、その威力はクルシスの頑丈な鉄格子をいとも簡単に破壊してしまうほど。そこまで強力な手技を秘めながらも、両手を封印し足技のみで戦うのは、たとえ目的達成のためとはいえ魔物や敵の命を奪う行為に対する重さを常に感じ、それが無益な殺生であるかもしれない、と手枷によって自分自身を戒めるためである。
上流社会で育ったにもかかわらず、自分専用の包丁を持参するほど料理好きで、パーティでは2位の腕前。趣味は料理で特技も料理。意外な一品の追加を好む。手枷をつけた状態で、どのように料理をしているかは不明。豆腐が好き。「コーヒーなんて泥水のようだ」と言い張る程の紅茶派。そのためレザレノ・カンパニーの遊園地の「コーヒーカップ」は、「ティーカップ」になっている。着替えの時だけは手枷を外している。
クラトス・アウリオン (Kratos Aurion)
声 - 立木文彦
28歳（外見年齢） / 身長186cm / 体重78kg / クラス：魔法剣士 / エクスフィアの位置：左手の甲
コレットの世界再生の旅の護衛として雇われた、凄腕の傭兵。剣も魔法も使える魔法剣士で、治癒術も使いこなす。同じ魔剣士のゼロスと比べると速度は遅いもののリーチがやや長い。無口・無表情で沈着冷静。冒険の過程で、経験不足のロイドに実戦に際しての心構えや戦術などを説く。全体的に料理は得意なもののトマトが苦手で、ロイド同様トマトを使う料理の熟練度は最低クラス。リフィルほどではないがコーヒー派。非常に博学で、パルマコスタ学問所のテストでは400満点中380点を取っている。
正体は、4000年前の四大英雄の一人にして、クルシスの頂点に立つ四大天使のひとり。ハーフエルフで構成されたクルシスの中では唯一の人間であり、ロイドの実の父親でもある。羽の色は澄んだ水色。かつては、ミトス達と共にハーフエルフへの迫害を無くすために尽力していたが、裏切った人間達にマーテルを殺されミトスが変貌した事件を切っ掛けに、過ちだと分かっていながらミトスのクルシスでの悪行に同調し、ずっと見過ごしてきた。
一時期クルシスを離反し、下界で出会ったアンナと結ばれロイドを授かるものの、追っ手のディザイアンが原因で妻を殺めてしまったこともあり、あらゆることに無気力になって、再びミトスの元へと戻ってしまう。だが、後にコレットの護衛と監視のためにシルヴァラントに発った際、ダイクの家でアンナの墓を発見し、ロイドが死んだと思い込んでいた自分の息子だと気付く。そして、その思想に共鳴して再びミトスを止める決心をする。家族3人の絵が入ったロケットペンダントを宝物にしており、彼が終盤で再び仲間になるルートでは、ロイドに譲られたそれが息子の身を守った。トマト嫌いがロイドとの共通点。
中盤で正体を明かしてロイド達を裏切り一度パーティから離脱するが、物語の分岐次第では、終盤で再びパーティに入る（再加入しないルートの場合、ロイドとの一騎討ちで受けた傷が元で戦えなくなり、最終決戦をゼロス含む他の8人に任せる）。実際はこの裏切りは形式的なものであり、クルシスである自らの立場を怪しまれない形で利用しロイド達の手助けをするためであった。そのため随所で表面上は敵に見せかけても心からロイド達を思いやる態度が見られる。古代大戦時代から彼が愛用する炎の魔剣フランヴェルジュは、後にロイドの育ての父であるダイクのヴォーパルソードと共に、息子に託される。世界統合後、世界中にあるエクスフィアを集めるべく、デリス・カーラーンにて果て無き旅に出る。ストーリーの都合上、ゼロスと同時にパーティにいられるのはごく僅かな期間のみ。
『テイルズ オブ ファンダム Vol.2』において、4000年前はテセアラの貴族で騎士団所属の騎士だったことが判明した。クルシスとして活動中、及び称号「ジャッジメント」で纏う銀色の服はこの時の制服である。ミトスがまだ勇者と呼ばれていない頃、ミトスとマーテルの主張を信じテセアラのために奔走したが、逆に国王より騎士失格の烙印を押され、テセアラを追われている。その頃から、他者に対しては無関心な態度で接し、戦場で幾度となく剣を交えたユアンのこともよく覚えていなかった。なお、親バカな一面もあり、ゼロスからも指摘されている。OVAの特典では特にキャラ崩壊が激しく、出番、口数を気にしたり、人気キャラである事を誇りにしていたり、イベントでの他の人から出た言葉をずっと気にかけていたりしていた。
第2回人気投票では1位にランクインした。第5回でも順位を維持していた。

#### マスコット
ノイシュ
声 - 冬馬由美
第1主要マスコット。ロイドと共に居る古代生物「プロトゾーン」。原始生命体とも呼ばれたが、4000年前の古代大戦においてそのすべてが駆りだされ、死滅してしまっていたと考えられていた。プロトゾーンはヒトや生物が本来長い歴史をかけた進化を単体で行うため、単細胞生命体として誕生し、その後第一の進化でアクアンという魚類的存在となる。その後、エアロスという鳥類に進化し、更にアーシスという大地を駈ける生命体へ進化する（ノイシュは現在この形態）。その後もフェンリル、ラーと呼ばれる存在に進化し、最終的には「魔を狩る人」となる。
14年前にダイクが、幼いロイドと絶命寸前のアンナを発見した時に二人の傍らにおり、アンナが亡くなった後はロイドと共にダイクのもとで過すようになった。
人間を難なく乗せられるほど大きいが、ロイドは犬と言い張る。イセリアの学校に通うときもロイドはノイシュに乗っているが、モンスターが多いところに来ると逃げてしまう。魔物に対する恐怖は、優しかったアンナが自分の目の前でエクスフィギュア化した事と、彼女から幼いロイドを庇って負傷した際のトラウマに起因している。
古代大戦時代から生き続けているため、古代大戦の四英雄ともその頃からの顔見知りで、当時からの仲間であるクラトスに非常に懐いている。クラトスとの再会時はそわそわして別離では不満を見せる。またミトスにも懐いており、ミトスもノイシュに対しては心を開いている。
OVAでは一瞬だけ登場。
コリン
声 - 立野香菜子
第2主要マスコット。しいなが最初から召喚できる2尾のキツネのような人工精霊。テセアラの精霊研究所で創り出され、実験に使われていた。しいなにとっては大切な親友だが、ヴォルトの攻撃から体を張ってしいなを守り、消滅する。物語終盤、とある条件を満たすことで転生させることができる。

### クルシス
ユグドラシルが組織した、天使（無機化したハーフエルフ）のみで構成された組織。世界に多くの信者を持つ「マーテル教」の中枢となる神の機関で、中心人物は古代大戦の英雄であるミトス、マーテル、ユアン、クラトスで構成された「四大天使」（「四大天使」は眠りについているマーテルの座が事実上の空位となっている）。衰退世界の神子に神託を与え、女神マーテルを復活させて世界に繁栄を齎すように導くが、それは表の目的。マーテルの器となる可能性がある神子を探し、マーテルの精神を神子の器に定着させ、無機生命体のみで構成される「千年王国」を建国することが真の目的であり、陰でディザイアンにエクスフィアを製造させている。天使は大多数が感情や感覚を持たず、機械的な行動しか行えないが、戦闘用に状況判断力を持たされた者など例外もある。
ユグドラシル (Yggdrasill)
声 - 田中秀幸
クルシスの最高指導者で、四大天使の一人。配下にクラトスとユアンを持つ。種族はハーフエルフであり、差別のない千年王国を作るために全ての生命を無機生命体にする計画を実行している。万物の精霊であるオリジンと契約を交わしており、時間と空間を操る魔剣エターナルソードを扱う能力を持つ。この力により世界を二つに引き裂き、そしてクルシスがマナの流れを操ってシルヴァラントとテセアラを支配するシステムを確立した張本人である。
ユグドラシルの正体はカーラーン大戦の英雄にして、かつてディザイアンを封印したとされていた伝説の「勇者ミトス」その人であり、ミトスが天使化し成長を促進して成人の姿になった姿が「ユグドラシル」である。なお、藤島康介の設定資料集やPS2版EDにおいて、成人の「ユグドラシル」と少年の「ミトス」は別キャラとして区別されている。服装もミトスの形態とは異なり、胸の開いた全身を覆う白い服を着用、また胸には緑色のクルシスの輝石がある。翼の色は紫色で耳は尖り耳。
ミトス・ユグドラシル (Mitos Yggdrasill)
声 - 高山みなみ
14歳 / 身長153cm / 体重41kg
本作のラストボス。かつて4000年前に起こったカーラーン大戦の英雄。中性的な容貌をしたハーフエルフの少年。4000年ほど前にヘイムダールに生まれるが、ハーフエルフであることを理由に姉のマーテルと共に追い出される。迫害と孤独の中で姉であるマーテルに支えてもらっていたために、その愛情と依存心が強い。
大戦当時は激しい迫害に晒されながらも、いつか差別のない世界になることを信じ、クラトス、ユアン、マーテルと共に苦しみに耐えながら戦乱を乗り越えてカーラーン大戦を停戦させた。またこの間に全ての精霊と契約をしている。停戦当時は大樹が枯れマナが枯渇しかけていたため、契約した精霊の一人であるオリジンにエターナルソードを作らせ、世界を二つに分断することで枯渇を防ぎ、大いなる実りを持ったデリス・カーラーンが飛来する次期まで待つことにした。
しかしいざ大いなる実りが飛来したその時、マーテルが人間たちに殺害されてしまう。それをきっかけにミトスは人間に絶望し、差別のない世界である千年王国を作ることとマーテルの復活を目的としてクルシスを発足、現在はその最高指導者として君臨し、世界を救った勇者から歪んだ世界を管理する独裁者へと変貌を遂げた。
クルシスに破壊されたオゼット村の生き残りとしてロイド達の前に現われ、正体を隠してコレットの様子を伺うために潜入した。しかしロイド一行と交流する中で人の温もりに触れ、特にジーニアスとは子供同士の「友達」として親密な関係になる。そうした過程を経てクルシスを率いて行う自分の行動に疑問を抱くが、4000年間に渡る千年王国とマーテルへの執着には敵わず、結局自らの正体を明かしてロイド達と敵対する。その後マーテルの復活に成功したものの、マーテルに英雄時代とはあまりに違う今の自分を拒まれ、彼女の言葉を誤解したミトスは支えを失って暴走してしまい、最終的にはデリス・カーラーンに還ろうとするとともに大地そのものを滅ぼそうとする。一度はロイド達の手で倒されたが、クルシスの輝石に自らの精神を移していたため復活し、再び戦ったものの敗北。何度死んでもクルシスの輝石の力で甦り、最後は輝石に乗っ取られてしまうことを察し、ロイド達に輝石を破壊するように促し、輝石を破壊されて完全に消滅。決して生き方を改め相容れることは無いとしながらも、ロイドとその生き方を「自分の選ばなかった道を極めた者」として最期に認めた。しかし、そうした中でもロイド一行、特にジーニアスに情を示す描写も見え、本当にミトスが心の底から千年王国とマーテルを望んでいたのか、それとも自分の行為を過ちだと悟ってやり直したかったのかは不明である。
本来の姿は幼い少年だが、クルシスの指導者でいるときは成人の姿となり、クラトス達を含めクルシスの配下には「ユグドラシル」と呼ばせている。翼の色は虹色で、耳の形は不明だがユグドラシルの姿と同様ならば尖り耳である。クルシスの指導者となったミトスの性格は冷徹で、自分に仇なす者に容赦せず、憎悪の対象である人間や同胞であるハーフエルフにさえも手を下す。かつては仲間だったユアンにさえも容赦しない。また自分の信じる理想に対して独善的であり、自分が好感を抱いたマーテルやジーニアスに対しての独占欲が強い。一方で英雄時代のミトスは素朴かつ純真、物腰柔らかだがまっすぐな性格で、大戦当時の泥水をすするような苦境の中でも自分の信念を曲げない精神の強さを持っていた。戦闘スタイルも異なり、クルシスのミトスは魔法、天使術を多用するのに対して、英雄時代のミトスは剣術を主流に、魔術、治癒術、精霊の召喚術などをこなしていた。なお、剣の師匠はクラトスである。
GC版では基本的にクルシスの指導者としてのミトスしか見られないものの、PS2版ではEXTRAダンジョン「禁書の記憶」の最奥部で4000年前のミトスを見ることが出来るほか、『テイルズ オブ ファンダム Vol.2』には4000年前のミトス達を中心に展開するイベントが用意されており、当時のミトスの様子や仲間たちとのやりとりを垣間見ることができる。また、『テイルズ オブ ファンダム Vol.2』や漫画版では片手剣を左手に持ち攻撃するシーンがある。ただし、英雄時代の詳細設定は公式で語られていないため不明である。
『テイルズ オブ ザ レイズ』では、プレイアブルキャラクターに昇格。剣術と魔術で戦い、一部の剣術は『テイルズ オブ ファンタジア』で登場した時空剣技を使用。
マーテル・ユグドラシル (Martel Yggdrasill)
声 - 渡辺美佐
身長173cm / 体重58kg
かつて4000年前の大戦で勇者ミトスに力を貸したとされる女神。その正体は古代大戦の英雄の一人にして、クルシス四大天使の一人でもあるハーフエルフの女性。ミトスの姉で、幼少期に両親を失ったミトスにとっては親代わりでもあった。
包容力に溢れた女性で、どれほど迫害されても、いずれ世界から差別がなくなることをミトス以上に強く信じ、迫害に苦しむミトスを最も近い位置で支え続けた。またユアンのかつての恋人。裏切った人間達から大樹カーラーンの種子を守るために亡くなった際、精神のみが種子に取り込まれて同化した。「誰もが差別されることなく暮らす世界を見たい」との遺言を残したが、意味を歪めて解釈したミトスにより、千年王国の計画が立てられてしまう。ミトスは姉の復活を強く望み、世界を道具として利用するようになったが、彼女自身は自らの復活を望んでおらず、4000年間も精神だけの存在として動くこともできないまま、ミトスの暴走を止めることができずに世界を見続けてきた。
4000年前にコレットと同じく輝石との拒否反応による永続天使性無機結晶症を患っていたが、ルーンクレストによって完治している。天使化した際の羽の色は不明。自身の器候補であるコレットとは固有マナが近く、後にユグドラシルの手中に落ちたコレットの体に宿り復活するも、ミトスのこれまでの行いを否定し、再びコレットに装着された要の紋の力で彼女の体から離れていった。
大いなる実りに宿った精神が解放された後は、アルテスタ作の人工人形タバサに密かに入り込み、この世の行く末を見守っていた。エンディングにて、過去に犠牲になった大勢の神子達と共に大いなる実りの中へと吸い込まれ、融合して世界樹の精霊マーテルとして生まれ変わる。「ミトスの姉だったマーテルは自分の中の1人にすぎない」と精霊が語ったことから、精霊のマーテルとハーフエルフのマーテルは、似て非なる存在ということになる。そして、彼女と共に新たに生まれた大樹は、ロイドとコレットから「世界樹ユグドラシル」と名付けられる事になる。
漫画版での容姿は精霊としての設定で描かれているが、古代大戦時代はロングスカート姿で、頭部側面に木の葉はついていない。一方で、多くのアンソロジーでは頭に葉がついていたりと、精霊と同一の容姿で描かれることが多い。
『ザ レイズ』ではプレイアブルキャラクターに昇格。
レミエル (Remiel)
声 - 坂口哲夫
女神マーテルを守り復活させるために存在するクルシスから、コレットの元へ降臨した守護天使。天使の中では感情を持った数少ないタイプで野心家。冷酷で人間を見下しており、天使こそが至高の存在だと思っている。ロイド達が最初に戦うことになる天使でもある。
コレットに試練を与える際に自分が父親だと思い込ませたのは、コレットをマーテルの器に相応しい天使として成長させて導いた功績により、自分が四大天使の空位（眠りについているマーテルの座）に君臨するための偽りだった。コレットの成長直後に本性を表し、用済みとなったロイド達を始末しようとするが、敗れて失敗に終わる。正体を明かしたクラトスに救いを求めたものの、日頃人間を見下していたことから元人間のクラトスに見放され、息絶える。
OVA版では顔が原作よりも老け、しわが寄っている。厳粛な態度で登場し、本作で常に見られた優しげな表情は見られない。

### レネゲード
renegadeは英語で背教者・裏切り者の意。800年ほど前に結成された組織で、マーテル復活を阻止すべく、その器となり得る神子の暗殺を繰り返してきた。自分達が手を下す一方、テセアラ王にも「テセアラの繁栄を守るため」と唆し、シルヴァラントの神子暗殺を促している。開始時点でのシルヴァラントの異常衰退、テセアラの異常繁栄は彼らによって世界再生がことごとく妨害された結果、マナが異常にテセアラに流れ込み、シルヴァラントのマナが枯渇に近い状態にあったためである。作中では、マーテル教会聖堂での襲撃を皮切りに、度々ロイド達の前に現れる。クルシスやディザイアンとは敵対関係にあるため、ロイド達を手助けすることもあれば、策のために利用する場面もある。中盤では、世界間の移動をレアバードで可能にするべく、シルヴァラントとテセアラを繋いだ。構成員の大半がハーフエルフ。ディザイアンと勘違いさせるために、戦闘員はあえて似た服装をしている。把握しているのはテセアラ人とクルシス本体ぐらいであり、これまでの暗殺は一般にはディザイアンによる妨害と思われている。また、上記の事情からテセアラ王室との関係も深く、信用を得るためテセアラ民衆にはディザイアンから強奪したエクスフィアを配布したりしている。
ユアン (Yuan)
声 - 森川智之
身長188cm / 体重78kg
クルシスに対抗する地下組織レネゲードの首領。感情がやや欠けており、皮肉屋で自信家。組織の長だが、自ら前線に立つ行動を好む。雷属性の魔術や技が得意で、身の丈より遙かに巨大なダブルセイバーを振り回して戦う。種族はハーフエルフで、耳は丸耳。
作中では、クルシスの目的を阻止しようと数々の策を立て実行するものの、裏目に出て失敗することが多い。とはいえ、強大なクルシスを相手に800年に渡って戦い、組織を維持し続けた統率力は非常に優秀。部下からの人望が厚く部下想いでもあり、中盤におけるボータ死亡の際も、無表情の奥では片腕の死を悲しんでいた。エターナルソードによる世界の統合を目指し、オリジンを封印しているクラトスを捕まえるために、ロイドを手中に入れようとしていた。
正体は、クルシスの四大天使の1人で、かつての古代大戦を終結に導いた4人の英雄の1人。羽の色は白っぽい紫色。皮肉屋な性格は昔から変わらず、当初はミトスとマーテルの挫折を見届けるために旅に同行した。だが、旅を続ける過程で2人の理想に感化され、マーテルを愛するようになり、その後は恋仲そして婚約へと進展していった。本作における彼の行動は、全て「誰もが差別されることのない世界が見たい」という恋人の最期の願いを実現するためで、同時に、大いなる実りに縛られた彼女の精神を解放し、永遠の眠りにつかせるためである。宝物は、ユアンとマーテルの頭文字「Y・M」が彫られた結婚指輪。
人間や、常に無愛想な態度のクラトスの事は嫌ってはいたものの、「自身の子供であるロイドを守り抜く」と誓う彼の気高き精神性だけは認めている。
エンディングでは登場しないため、クラトスと共にデリス・カーラーンへと旅立ったのか地上に残ったのかは不明。ゲーム本編以外の公式作品（ドラマCD等）では地上残留という設定であった。『テイルズ オブ シンフォニア -ラタトスクの騎士-』で明らかとなり、フルネームもそちらで判明する。
『テイルズ オブ ファンダム Vol.2』では、ミトスやマーテルと旅をする前はシルヴァラントの騎士団所属だった模様が描写された。クラトスと幾度となく戦場で剣を交えながらも、クラトスの人に対する無関心な部分が嫌いだった、と本人に告白している。
『ザ レイズ』ではプレイアブルキャラクターに昇格。
ボータ (Botta)
声 - 黒田崇矢
ユアンの片腕となって行動する勇敢な部下。種族はハーフエルフ。ユアンが不在、または正体を隠すために潜伏している時は、代わりにレネゲードの指揮を執っている。シルヴァラントベースに忍び込んだロイド達と戦闘になった際、武器を砕かれ、その中に埋め込んでいたエクスフィアをロイド達に奪われた。以降、ロイド達を襲うようになる。ただ、共通の敵であるユグドラシルの魔の手からロイド達を救う場面もあった。地属性の魔術や技が得意で、戦闘では大剣を用いて戦う。耳は尖耳。
瀕死のロディルにより自爆スイッチが作動した絶海牧場には、ユアンの計画に必要な魔導砲があったため潜入し、水没していく部屋からロイド達を逃がした。命と引き換えに自爆機能を停止させた後、ロイド達に世界の平和を託し、2人の部下と共に溺死する。なお、漫画版では登場しない。
OVA版では尖耳ではなく丸耳になっている。原作では死亡するが、本作では最後まで生存している。

### ディザイアン
千年王国の建国に不可欠なエクスフィアを作るために、各地の人間牧場を運営する軍団。五聖刃が中心で、首領はユグドラシルとなる。ハーフエルフのみで構成され、エクスフィアの培養体となる人間を「道具」として扱う。民衆にとっては恐怖の対象であり、残忍な制裁や処刑も公然と行われる。人間牧場は、おもに衰退世界のみに存在し（シルヴァラントで4つ確認出来る）、繁栄世界にはない（衰退世界では封印が弱まるとされているため）。ミトス伝説において「戦乱の原因」「絶対悪」と位置づけられている存在だが、実際はクルシスの下部組織であり、選ばれた神子に苦痛を与えて輝石の成長を促進させる役割を担っている。封印自体、もともと存在しない。

#### 五聖刃
ディザイアン五聖刃と呼ばれる5人。拠点とする人間牧場と周辺の地域を支配する（プロネーマを除く）。ゲーム内ではボスキャラクターだが、漫画版では出番が少ない。
マグニス (Magnius)
声 - 川田紳司
パルマコスタ牧場担当。赤髪で暴走族のような風貌の男。力こそが正義だと信じる、非常に粗暴かつ単純な性格。戦闘では右手に斧、左手にクローの付いた盾を装備し、火属性の魔術と技を使う。
その粗暴な性格は、自分を呼び捨てにした青年の首の骨を折り殺害するという行動にも現れている。
パルマコスタの広場で、雑貨屋の女主人カカオを処刑しようとした際、神子一行に止められ負傷する。その後、カカオの娘ショコラを助けるために牧場内に侵入したロイド達と戦ったが、敗北。倒れた彼の元にロディルからの通信が入り、今までマグニスに伝わっていた情報は、全てロディルの嘘だったことが判明した。ロディルとの通信終了後、リフィルが仕掛けた自爆装置によって、マグニスの遺体は牧場と共に消え去った。しょっちゅう粛清と称してはパルマコスタで殺戮を繰り返していたらしい。
クヴァル (Kvar)
声 - 牛山茂
アスカード牧場担当。エンジェルス計画の発案者でもある。肩にプロテクターを着けている。言葉遣いは丁寧だが、五聖刃一の残忍な性格の持ち主。戦闘では擬似精霊を使役し、雷属性の魔術を主力に戦う。ロイドにとっては母の仇で、クラトスにとっては大切な存在（アンナ）を化け物に変えさせ、死に至らしめた元凶でもある。
一時は牧場に侵入したロイド達に逃げられたものの、その後再び対決。戦闘で敗北し死亡したかに見えたが、隙を突いて立ち上がり、杖に付いた刃でロイドに切りかかった。しかしコレットが彼を庇って重傷を負ったため、怒れるロイドとクラトスの剣で止めを刺され死亡した。
ロディル (Rodyle)
声 - 青野武、島田敏（OVAテセアラ編第3話）
絶海牧場担当。老人のような外見。自称「ディザイアン五聖刃随一の知恵者」。戦闘では地属性の魔法を主力に使う（普段は飛竜と呼ばれるモンスターを使役している）。
かなり悪知恵が働く男で、プレセアを利用していたのも彼。また、仲間のはずの他の五聖刃すら利用して騙し、彼らの死に際まで嘲る酷薄な性格で、ディザイアンの間でも煙たがられている。
レネゲードから伝えられた古代大戦時にも存在した魔道砲という兵器を開発して必要なクルシスの輝石を得るためにコレットを誘拐したが諦めた。救いの塔諸共ユグドラシルを倒して自分が世界を手に入れようとしたものの、ロイド達に邪魔され、牧場の人々を溺死させようとした。さらに、クルシスの輝石（プロネーマから渡された偽物）を装着し、化け物じみた姿でロイド達と戦ったが敗北。体が朽ち果ていき、最後はロイド達を道連れにしようと自爆ボタンを押した直後に死亡した。
漫画版では、クヴァル死亡時にディザイアンを裏切ろうとしていたことがプロネーマに知られ殺される。
フォシテス (Forcystus)
声 - 吉水孝宏
イセリア牧場担当。右目に眼帯をつけ、左手にはランチャーが装備されている。序盤から登場するが、五聖刃でロイド達とは4番目で戦う。戦闘では風属性の魔術と技を駆使して戦う。物事を理路整然と考え、洞察力にも優れる。また、人間に対しては冷酷非情だが、クラトス曰く本来は、騎士道精神の持ち主であり、仲間や部下を大切にし部下から慕われていたらしい。
牧場に侵入したロイドとジーニアスを追って、イセリアに攻め込み、エクスフィアを外し怪物化させた老女マーブルに襲わせた。だが、退けられ、さらに自我を取り戻したマーブルに至近距離で自爆され、重傷を負った（漫画版では死亡）。その後、イセリア牧場内に侵入したロイド達を阻み、戦ったものの敗北。施設から落下し死亡したかと思われたが、牧場を出ようとしたロイド達に瀕死の状態で追いつく。ロイドをランチャーで撃ち、ショコラを殺そうとするが、コレットに阻まれて失敗。ロイドの怒りを買って反撃された後に死亡した。
かつてテセアラで起きたハーフエルフ虐殺事件では、首謀者の人間を彼が皆殺しにしたことで、同志からディザイアンの英雄と呼ばれ称賛されたことがクラトスの口から明かされた。
プロネーマ (Pronyma)
声 - 牧島有希
五聖刃の長で紅一点。瞼を紫に化粧した美女だがジーニアスから『おばさん』と呼ばれる。服装が赤ハイレグレオタードだが尻を後褌で隠し自分の周囲に細長い盾状の物を数本浮かべ、これで防御と飛行も行う。古風な口調で話す。戦闘では主に闇属性の魔術を使うが、水属性や光属性、氷属性も使いこなし、瞬間移動の術までも操る。救いの塔における戦闘では、イドゥンという死神のような魔族を使役して戦った。
ユグドラシルの側近を務めることが多くクルシスにも通じユグドラシルに対する忠誠心が厚い。ロイド達が「大いなる実りの間」に入ったときも、ユグドラシルの命令通り戦ったものの、敗北。ユグドラシルに助けを求めたが、彼が昔の仲間だけに許した本名「ミトス」の名で呼んだことにより彼の怒りを買い、その場で粛清された。

### 精霊
シルヴァラントとテセアラの双方に存在。精霊のほとんどはミトスと契約しており、しいなが精霊と契約する際には、新たな契約主として相応しい力と強い意志を求め、戦闘を挑んでくる（よって、ヴォルト・ルナ・オリジンを除き、全滅してもゲームオーバーにならない）。表裏の世界で対をなす精霊と契約すると「マナの楔」が引き抜かれ、4対の全てを引き抜くと、繋がっていた世界が分断されてしまう。
精霊戦では戦闘パーティにしいな（オリジン戦ではロイドとしいなの2人）を含まなければならない。
精霊と契約し召喚することができる召喚士は、天性の素質と同時に、契約者がエルフの血を持つことが必須である（ミトスはハーフエルフで、しいなも僅かにエルフの血を引いている）。召喚士は現時点では殆ど途絶えており、精霊たちによればしいなはミトス以来の、実に4000年以来の召喚士である。

#### シルヴァラント
ウンディーネ
声 - 住友優子
ヴォルトと対をなす水の精霊。ソダ間欠泉にいる。呼び名は「清漣よりいでし水煙の乙女」。宝石はアクアマリン。性格は優しく清らか。
水を剣に変えて使い、隙の少ない戦闘を展開する。
シルフ / セフィー、ユーティス、フィアレス
声 - 塩山由佳（セフィー） / 松岡美佳（ユーティス） / 水城レナ（フィアレス）
ノームと対をなす風の精霊。バラクラフ王廟にいる。呼び名は「山海を流浪する天の使者」。シルフ3人姉妹とも呼ばれ、序列は一番上からセフィー、ユーティス、フィアレスとなる。宝石はオパール。セフィーは性格の異なる妹達を纏める為か落ち着いて大人びており、ユーティスは男勝りで負けず嫌いだが、力ある者には一応の敬意を持っているらしい。フィアレスは子供っぽく少々甘えん坊なところがある。
セフィーは剣、ユーティスは弓矢、フィアレスは盾を使い、3人で役割を分担しながら戦う。
イフリート
声 - 稲田徹
セルシウスと対をなす火の精霊。旧トリエット跡にいる。呼び名は「灼熱の業火を纏う紅の巨人」。宝石はガーネット。『テイルズ オブ エターニア』の同名の精霊とは正反対で、火の力とそれを扱う英知が同居したような厳格な雰囲気が漂う。
殴るなどの格闘技のような攻撃に加え、範囲内に大ダメージを与える技などを駆使してくる。
ルナ
声 - 塩山由佳
シャドウと対をなす光（月）の精霊。マナの守護塔にいる。呼び名は「天地を貫く光華の素（しろ）」。単独では契約に応じず、アスカを発見する一連のイベント後、同時に契約を結ぶことになる。宝石はトパーズ。
様々な光属性の術技を主体に、封印状態にさせる攻撃や普段座っている月を使って戦う。
アスカ
シャドウと対をなす光の精霊。リンカの木にいる。普段は精神世界に存在し、リンカの笛を吹くことで呼べる。ルナと同時に契約するためにマナの守護塔に向かわせる必要がある。戦闘ではルナ召喚時に現れるものの、単独で召喚することは出来ない。ただし、召喚ボイスは聞ける。
戦闘は羽で突き刺す攻撃がメインだが、ダメージを与えていくと光を発射する攻撃も使う。

#### テセアラ
ヴォルト
声 - 竹本英史
ウンディーネと対をなす雷の精霊。雷の神殿にいる。呼び名は「猛き神が振るう紫電の鎚」。宝石はサードニクス。普通の人間には理解出来ない（エルフの血を引く者は例外）言語で話す。
一度目の契約で失敗し、惨劇を招いてしまったしいなにとって、特別な因縁を持つ精霊である。担当声優はいるものの、科白はすべて「……」のみで、実際に喋る場面はない（OVA版でも喋る場面は無い）。
特に通常攻撃と呼べるものがなく、戦闘中は雷を自由自在に放射したり、雷属性の術を使う。
ノーム
声 - 阪口大助
シルフと対をなす地の精霊。地の神殿にいる。呼び名は「気高き母なる大地のしもべ」。宝石はルビー。モグラに似た姿と大きなリボン型の削岩機が特徴で、口が悪い。
手に持つスコップを武器に、地属性の術や削岩機を利用して戦う。
セルシウス
声 - 水城レナ
イフリートと対をなす氷の精霊。氷の神殿にいる。呼び名は「蒼ざめし永久氷結の使徒」。宝石はサファイア。自らの司るマナの通りに性格はクールで誇り高い。イフリートと仲が悪い。
戦闘ではフェンリルという狼と共に戦う。また、本作の精霊の中では唯一、弱点属性を持つ。セルシウス特有の氷属性の技を使い、素早い格闘技で攻めてくる。
シャドウ
声 - 黒田崇矢
ルナと対をなす闇の精霊。闇の神殿にいる。呼び名は「大いなる暗黒の淵よりいでし者」。宝石はアメジスト。しいな曰く「事務的」な性格。初対面時はその力を分散されており、黒い影に不気味な目のようなものを持つ。闇の神殿の各所に5つに分かれて存在し、それらを最深部まで誘導することで本来の姿を現す。
攻撃パターンこそ少ないが、ダークスフィアなどの闇属性の術を多用する。契約後は使用できる術・技で唯一、闇属性の攻撃術・技になる（契約時に同時に覚える符術やアイテムでキャラクターに属性を付与することで闇属性での攻撃は可能）。

#### 高位
オリジン
声 - 黒田治、森功至（OVA）
全ての精霊の源となる精霊王。エルフの里ヘイムダールの深い森を進んだ先にある、トレントの森の最奥部に封印されている。呼び名は「天、地、人その源流、命数を掌握せし王威」。宝石はダイヤモンド。
クラトスが命と引き換えに契約している（クラトスのマナを照射することで封印は解放されるが、それは同時に死を意味する）。ミトスの持つ時空の剣「エターナルソード」は、オリジンと契約しなければ触ることすら出来ない。
様々な複合上級魔術や防御不能技を駆使して攻撃を仕掛ける。
OVA版では髪型が若干異なる。
マクスウェル
声 - 服巻浩司
人から忘れ去られた、エグザイアの石碑にいる分子の精霊。呼び名は「老成なる元素を統べし者」。宝石はターコイズ。地水火風の精霊を従え、精霊王たる者の支持を得なければ契約出来ない。この精霊に会うためには、火の精霊イフリート・水の精霊ウンディーネ・風の精霊シルフ・地の精霊ノームが落とした宝石を全て装備する必要がある。老人の見た目に反し、強い。様々な属性複合魔術を使い、最強魔術「メテオスォーム」も使う。エグザイアでは、マクスウェルは初代町長と契約したと伝えられているが、初代町長とはミトスのこと。ハーフエルフを迫害から助けようと考えたミトスが、マクスウェルと契約し、エグザイアを宙に浮かせた。

#### その他
コリン
→主要人物【マスコット】
ヴェリウス
声 - くじら（OVA）
心の精霊で、直接戦闘はしない。マーテル教会聖堂にいる。人工精霊のコリンと融合したことから、コリンによく似た姿を持つ。

### サブキャラクター

#### 主要人物の関係者
アンナ・アーヴィング
声 - 佐藤朱（ドラマCD、OVA）
ロイドの実母。すでに他界している。ダイクの家の横に彼女の墓がある。クラトスが唯一愛した女性。
希望の街ルイン出身。『テイルズ オブ ファンダム Vol.2』において、ロイドの姓のアーヴィングは彼女の姓だとクラトスが語っている。アスカード人間牧場で、人工的にエクスフィアからクルシスの輝石を作成する「エンジェルス計画」の実験体として囚われていたが、クラトスの手引きで脱走（もしくは自力での脱走後に彼と邂逅）し、2人で逃亡を続けるうちに互いに愛情が芽生え、息子のロイドを儲けた。
だが、ロイドが3歳になった頃、イセリア付近でクヴァルに発見され、要の紋無しでエクスフィアをはがされてしまったためにエクスフィギュアと化し、もう助かる術がなかった彼女はクラトスの手によってトドメを刺され、ロイドとノイシュを巻き込んで崖から落ちていった。クラトスはアンナとロイドは死んでしまったと思っていたが、ロイドはノイシュに守られており、瀕死に陥ったアンナは体内のマナが急激に沈静化したことで元の姿に戻り、辛うじて生きていた。そして近くを通りかかったダイクに発見され、彼にディザイアンに狙われていたエクスフィアと幼いロイドを託し、静かに息を引き取った。培養体としては“A-012”と称されていた。
ダイク
声 - 佐藤正治
ロイドの育ての父親でドワーフ。シルヴァラントで鍛冶屋を営んでおり、遠方からも注文が来るほど腕がいい。クルシスの元にいたドワーフとの関連はない。趣味のガーデニングにより、家の中には野草や蔦が生い茂っている。得意料理は部屋を真っ暗にして皆で持ち寄った色んな物を鍋に入れて煮込む「ドワーフビックリ鍋」（いわゆる「闇鍋」）。自身の技術の衰えを気にしており、エターナルソードの契約の指輪を作るのに一時困惑したが、クラトスの父親としてやれる事を全てやり遂げた姿を見て、同じ父親として断れないと引き受ける。テセアラにもドワーフがいると判った時には「まだ仲間がいた」と安堵しており、ドワーフ自体作中でも2人しか出てこないため、ある意味エルフよりも希少な人種と言える。
バージニア・セイジ
声 - 泉久実子
リフィルとジーニアスの母親であるエルフの女性。人間であるクロイツと恋に落ち子供を産んだことで、エルフから迫害される。逃亡中、リフィルの優秀な頭脳を欲しがった王立研究院の追手に追いつめられ、一縷の望みをかけて娘と息子を（伝説の地と伝えられていた）シルヴァラントに送る。しかし、そこでも迫害を受けたリフィルは母が自分達を捨てたと思い込んで恨んでいた。その後、夫と放浪の果てに行き倒れていたところを空中都市エグザイアの住人に保護されエグザイアで暮らすようになるも、夫の死をきっかけに精神が病んでいき、リフィルたちと再会したときには、すでに自我と精神が崩壊しており、人形を娘だと思い込み、記憶もジーニアスを妊娠している時まで退行してしまう。
クロイツ・セイジ
リフィルとジーニアスの父親である人間の男性。現在は故人で会話のみ登場。元々はメルトキオからエルフの村に遣わされた調査員だったが、そこてバージニアと恋に落ち子供をもうけるも、村のハーフエルフの1人による自身を巡るトラブルをきっかけに村を親子共々追い出され、さらに優秀な娘を欲する王立研究員に追われる日々を送る。妻が子供たちをシルヴァラントに送った後に、妻と共にユミルの森に行き倒れてエグザイアに保護されるもまもなく亡くなる。
アリシア・コンバティール
声 - 塩山由佳
プレセアの妹。奉公に出た邸の主であるリーガルと恋に落ちるが、平民と貴族の身分違いの恋に反発したジョルジュの謀略によって引き離され、姉がエクスフィアの適合者だったことでアリシアを実験体として欲しがっていたヴァーリに引き渡された。再会したときには、すでにヴァーリによってエクスフィギュア化され、取り返しのつかない状況となっていた。リーガルの手で殺されたものの、精神だけはエクスフィアの中で生き続けていた。リーガルに殺されたことを彼女自身は恨んでおらず、恋人の幸せを願っている。漫画版では、明るく元気な少女として描かれた。
ジーク・コンバティール
声 - 中井和哉（ドラマCD）
サブイベントのセリフ中とドラマCDのみ登場。プレセアとアリシアの父親。昔は教皇騎士団の人間で戦斧の扱いに長けていたが、教皇の行動を不審に思い騎士団を辞め、オゼットで木こりとして生活していた。仕事の無理が祟って病に倒れ、アリシアが奉公に出て間もなく息を引き取った。その後、彼の遺体はプレセアがエンジェルス計画に利用された16年もの間埋葬されることなく放置され続けることとなる。サブイベントで、彼が騎士団時代に使っていた斧・ガイアクリーヴァーを受け取ることができる。
OVAでは死亡した時期がアリシアがまだ実家にいる時とされ、葬式を出せる満足な金を持っていない事に目をつけたロディルが葬式代を出す代わりにエンジェルス計画の全貌を隠した仕事をプレセアに持ちかける。
セレス・ワイルダー
声 - 今野宏美
ゼロスの異母妹。神子に憧れていたが、修道院で軟禁生活を余儀なくされ、自由なゼロスに嫉妬していた。内心では彼のことをとても心配しているが、素直に接することが出来ず、仲違いしている。実父と実母そして兄の母の間で起こった複雑な愛憎劇に関しては知らずにいる。生まれつき体が弱く、無理な行動は取れないが、とある条件が揃うと強力なエクスフィアを装備し闘技場に参戦する。HPが減ると帽子が落ち、『ゼノサーガ エピソードI［力への意志］』に登場するM.O.M.Oの技を使用する。以前ゼロスがしいなを恋人だと言った為にゼロスの恋人と誤解し、しいなに斬り掛かったが返り討ちに遭った。これが切っ掛けでしいなはセレスに少々苦手意識を持つようになった。更にゼロスがしいなの話をする為にしいなに会うと反発した態度を見せる。この事からゼロスを義兄でなく1人の男性として好意を抱いている模様。
『ザ レイズ』ではプレイアブルキャラクターに昇格。
ミレーヌ・ワイルダー
声 - 藤村歩（OVA）
ゼロスの実母。現在は故人でゼロスの会話や回想のみの登場。かつては一般家庭出身で結婚を誓い合った恋人がいたが、クルシスの信託により先代神子ワイルダー卿と結婚させられ次世代の神子ゼロスを産む役目を背負わされる。故に夫との関係は不仲どころかお互い無関心で、夫に愛人がいようがその相手と子供を儲けようが無感覚であったほど。実子のゼロスに対してはそれなりに母としての意識はあったようだが、ある雪の日に神子の地位争いによりゼロスの命を狙うセレスの母が送った刺客の攻撃をゼロスの身代わりに受け致命傷を負い、今際の際に自身の人生に絶望したのか駆け寄ったゼロスに「お前なんて産まなければよかった」という言葉を残して亡くなる。
セレスの母
セレスの実母。現在は故人で会話のみの登場で、姿は漫画版のみで確認できる。ゼロスとセレスの父ワイルダー卿とは元から恋仲で相思相愛だったが、クルシスの信託により引き離されワイルダー卿はミレーヌと結婚させられる。その後も愛人という形ながらも交流を続け、愛娘セレスを設けるがある日にワイルダー卿は自害してしまう。それからはセレスを次世代の神子にすることに固執し、ゼロスを憎み暗殺すべく刺客を送るもミレーヌが身代わりになって失敗し、後に処刑される。
安積 くちなわ（あんづ くちなわ）
声 - 私市淳
ミズホの里の忍び。字（あざな）の「くちなわ」は、兄「おろち」と共にミズホの古語で「蛇」の意。しいなが雷の精霊ヴォルトとの契約に失敗した事件で両親を亡くして以降、しいなを恨んでいたが、忍びの掟に従って恨みを秘め続けてきた。後にロイド達を裏切り、しいなに決闘を挑む。戦闘では動きが速く、ガード不能の技も使ってくる。当然しいな一人での戦闘になるためしっかり対策を立てなければ勝つことは難しい強力な相手。
OVA版では直接登場はしないものの、しいなの台詞で名前のみ言及された。
安積 おろち（あんづ おろち）
声 - 菅沼久義
くちなわの兄で、ミズホの里の忍び。弟とは逆にしいなを恨んでおらず、むしろ特別な感情を抱いている様子。それにロイド達にも協力的。ドラマCDで活躍する。しいなを巡る関係でゼロスとの仲はかなり険悪。
藤林 イガグリ（ふじばやし イガグリ）、タイガ
声 - 高橋良吉（イガグリ〈OVA〉）、服巻浩司(タイガ)、宮坂俊蔵（〈OVA〉）
ミズホの里の頭領と副頭領。イガグリは赤子だったしいなを拾い、孫同然のように育て上げた。しいなからは「おじいちゃん」と呼ばれて慕われている。精霊ヴォルトとの契約に失敗したしいなを庇って意識不明な状態となった。タイガは意識不明な状態となった頭領のイガグリに代わり、副頭領として里の者たちを取りまとめている。

#### シルヴァラント
マーブル
イセリア人間牧場に囚われていた老女。カカオの母でショコラの祖母。ディザイアン以外立入禁止の人間牧場にこっそり通っていたジーニアスと心を通わせ、もう1人の孫のように可愛がっていた。だが、ジーニアスの関与がディザイアンに知られたことから、イセリアを襲う際にエクスフィギュア化させられ、怪物となる。ロイドやジーニアスとの戦闘を強いられたものの、土壇場で自我を取り戻し、最後はフォシテスを巻き込んで自爆した。この自爆でフォシテスは重傷を負うが、漫画版では死亡した。
ショコラ
声 - 広橋涼
パルマコスタの道具屋の娘。普段はマーテル教会で行っている旅の案内人を務めている。総督ドアを信じ、ディザイアンに表立って盾突いたため、見せしめに母のカカオを処刑されそうになり、自分もディザイアン兵に連れ去られた。どちらもロイド達によって助けられたが、ロイド達を守るために死んだマーブルが祖母にあたるため、マグニスに「ロイドがマーブルを死なせた」と吹き込まれ、一時は反発する。後に誤解だと知り、ロイド達と村人達が和解する過程で一役買った。
クララ
ドアの妻。ディザイアンによってエクスフィギュアにされたが、終盤にロイド達の働きで元の姿に戻せる。ただし、元に戻るイベントを起こす時期によっては、パルマコスタがすでに水没しているため、帰る街がないという矛盾が生じる。GC版の場合、元に戻す時期にかかわらず、パルマコスタには戻らない。
ドア
パルマコスタの総督。ディザイアンの横暴に反発し、義勇軍を雇って対決に備えていたが、それは表向き。妻であるクララのエクスフィギュア化を治す薬を与えると騙されており、裏ではディザイアンと手を組んでいる。キリアの正体が判明した後にキリアに殺害されたが、戦闘後に微かに生きており、ロイドにカードキーを渡した後に番号を教えて息を引き取った。実は自分の側にいたキリアが偽者でキリア本人が既に死亡してる事に薄々気付いていた。
キリア
ドアの娘。額を見せた金髪ツインテールの子供で大人びた声が特徴。しかし、キリア本人はすでに殺害され、物語に登場するのはパルマコスタ近くの人間牧場の主で、マグニスの「新たな人間培養法」を観察するためにプロネーマから送り込まれて入れ替わったハーフエルフ。ドアがロイド達の説得で改心した際にドアを殺害して正体を現し、ロイド達と戦闘したが死亡。戦闘時の名前は「キリア」だが、ハーフエルフの本名は不明。
ニセ神子一行 / ジュード、コリーナ、クリストファー、メリッサ
パルマコスタで出会う、コレット達の名を騙り詐欺を働く一行。本名はそれぞれニセロイドが「ジュード」、ニセコレットが「コリーナ」、ニセジーニアスが「クリストファー」、ニセリフィルが「メリッサ」。名を騙られ怒るロイド達の中で、コレットだけは、もう1人神子がいればその分だけみんなを救える、と天然で絶賛した。また、ニセ神子は本物であるコレットよりも神子らしいとのこと。世界再生に失敗したとコレットがアスカードの住民に非難されるのを見かねて、パーティーをかばった。この件によりロイド達と和解する。
ピエトロ
アスカード人間牧場に収容されていた男性。希望の街ルイン出身。脱走してハイマへ逃げたものの、エクスフィアの影響で精神が不安定になっている。ユニコーンの力を得たリフィルによって回復し、後に、廃墟となったルイン復興の中心人物となったが、続編『テイルズ オブ シンフォニア -ラタトスクの騎士-』には登場しない。

#### テセアラ
アルテスタ
声 - 竹本英史
クルシスに所属していたドワーフで、テセアラのオゼット付近に住んでいる。クルシス脱走後、ディザイアン五聖刃のロディルに捕らえられ、ユグドラシルに報告しない代わりにエンジェルス計画に協力するように脅される。アルテスタ自身はこの計画を嫌っていたため、実験体として利用されたアリシアとプレセアに対し、罪悪感を抱いていた。その思いから、プレセアのことを避けている。後に、正体を明かしたミトスの攻撃からプレセアをかばい、重傷を負う。
タバサ
声 - 町井美紀、巽悠衣子（OVA）
マーテルによく似た自動人形。アルテスタの家で生活している。抑揚がなく機械のような喋り方が特徴。さ行が片仮名で表示される。マーテルの器として作られたが、似ているのは外見だけで、マーテルの精神を受け入れることが出来なかったために廃棄された。落石の際、身を挺して庇ってくれたミトスに恩を感じてか、彼が正体を明かしてもなお、ミトスの優しさを信じ続けた。
エンディングで精霊マーテルと融合し、彼女の器として、大勢の神子やマーテルと共に生まれ変わった。マーテルが中に入り込んでからは、言葉遣いが流暢になっている。しかし、アルテスタの前ではそれを隠している。
OVA版では第11巻の終盤に登場する。
教皇
オゼット出身。マーテル教会の最高権力者だが、テセアラ前王の私生児でもある。昔はハーフエルフの迫害に反対していたとのことだが、自身もハーフエルフの娘をもうけてからはエルフの血を引く故に故に長命の娘を恐れるようになったのをきっかけに一変してハーフエルフの迫害を推し進めるようになる。
ケイト
オゼット出身。ハーフエルフゆえに、サイバックの王立研究院に軟禁され、研究をしている女性。プレセアを研究材料として使っていた。父親は教皇。年を取らない娘を恐れて迫害を推し進める教皇に、彼女自身も酷い扱いを受けているが、父を慕っている。
ヴァーリ
声 - 竹本英史
プレセアの妹アリシアをエクスフィギュアにし、リーガルを陥れた張本人。その後も悪事を働き、ロディルや教皇と手を組んでいた。物語の重要な悪役として描かれているが、ロイド達との直接的な戦闘は無く、イベントによって戦闘シーンも無く倒される。OVAには登場せず、彼の役割はロディルが担う。
アビシオン
声 - 田中大文
フラノールで出会う謎の青年。家業ゆえに闇の装備を集めており、武器に潜むネビリムを完全に封印するべく、ロイド達に闇の装備の探索を依頼する。ところが、彼は闇の装備品を集めるうちに汚染され、ネビリムに洗脳されて、闇の秩序に基づく暗黒の世界を作り上げるためにロイド達を利用するようになった。死者を復活させるといわれる禁書ネクロノミコンを用いてネビリムの力を引き出し、全ての闇の装備を駆使してロイド達と戦うが阻止される。
ラストボスのミトスよりも遥かに強い本作の隠しボス。プレイヤーキャラクターが使う技や術を操る。タイムストップなど数多くの魔法も使いこなし、戦闘ランクを上げると秘奥義のインディグネイト・ジャッジメントも放つ。PS2版では他の秘奥義も使うようになっており、難易度を上げればさらに増える。

### ゲストキャラクター
ある条件を満たすと闘技場で下記の3人と戦える。強敵だが、闘技場における他の戦闘と異なり、この戦闘では最中にアイテムを使用出来る。彼らとの会話は無く、戦闘でのボイスは本来の作品から流用されている。
ウッドロウ・ケルヴィン
声 - 速水奨
『テイルズ オブ デスティニー』より参戦。「銀髪の射手」の異名を持つ。闘技場で13連勝中。近距離か遠距離かによって剣と弓を使い分け、攻撃を仕掛けてくる。HPが減ると接近戦で「断空剣」を使う。アイテムによる仲間の援護も行う。イクティノスを持ってはいるものの、晶術は使用しない。
ファラ・エルステッド
声 - 皆口裕子
『テイルズ オブ エターニア』より参戦。格闘術主体で戦う。奥義は「獅吼爆砕陣」。リフィルの分析によると「暴れると手がつけられない」らしい。
メルディ
声 - 南央美
『テイルズ オブ エターニア』より参戦。「褐色の不思議少女」と呼ばれる。当然のようにクィッキーと一緒。魔術主体で戦う。HPが減るにつれ魔術の威力が上昇。彼女の上級魔術の詠唱時間はとても長いが、ユニゾン・アタックを当てるか、倒さない限り止められない。「メテオスォーム」など、強力な術を駆使する。

#### OVAのみ登場するゲストキャラクター
ジュード・マティス、ミラ＝マクスウェル
『テイルズ オブ エクシリア』よりゲスト出演。ラジオ中継をしている。
ルドガー・ウィル・クルスニク、エル・メル・マータ、ルル
『テイルズ オブ エクシリア2』よりゲスト出演。ジュードとミラのラジオ中継を見ている。

## 移植

### PlayStation 2版
2004年9月22日にPlayStation 2への移植版が発売された。元々『シンフォニア』はゲームキューブの性能を最大限活かすことを目的に開発されており、他機種への移植は考えられておらず、プロデューサーの吉積信は開発現場から、移植はできないと念を押されていた。だがゲームキューブ版の発売前の時点で、多くのファンからPS2への移植の要望があったため、開発終了後に移植の可能性を模索したところ、2003年の暮れから2004年の正月あたりで、何とかなりそうだという感触を得たという。

#### 変更点
- オープニングにて流れる主題歌とタイトルの文字色が変更（緑から紫へ）。曲に合わせるため、アニメーションの再生スピードが変えられているカットがある。
- イベント時のアニメーション、称号、サブイベントやコスチュームなどが追加された。
- ほとんどの没ボイスがなくなった（全て無くなったと言う訳ではなく、ごく一部は残っている）。GC版にあったバグ、誤植が幾つか訂正された。反面、ロード時間が長くなった。
- 新たな特技、魔法が追加。GC版では一部のキャラしか使えなかった秘奥義がしいなを除く全キャラに追加。敵味方共に新規カットイン追加。
- ユニゾン・アタック後の複合特技が多数追加、GC版にはなかったリーガルとの複合特技も追加された。
- ユニゾンゲージがGC版よりも溜まり易くなり、ユニゾン・アタックを出し易くなった。
- ユニゾン・アタック時の1人あたりの入力時間が1秒から3秒に延び、1人ずつ残り時間ゲージを表示するなど、細部も改良された。
- ステータスバーのフェイスアイコンを光らせる事で、でOVLの発生を確認しやすくなった。
- 一部の処理落ち（サイクロンのエフェクトなど）が改善された一方で、フレームレートが60fps→30fpsに半減し、動きにGC版の滑らかさがなくなった（GCとPS2の性能差から、グラフィックが雑になった）。
- スキットの際、表示ウィンドウがキャラの感情に呼応して動き、拡大縮小するようになった。
- 戦闘終了後にBGMが曲冒頭に戻るようになった（GC版は続きから演奏）。またゲーム開始時のデータ選択画面が無音になった（GC版はタイトル画面の曲が流れる）。
- シルヴァラントベースのGCのオブジェが螺旋状の正方形に変更された。
- アルタミラのカジノでミニゲームが出来るようになった。
- 隠しダンジョンの名称が「魔界ニブルヘイム」から「禁書の記憶」に変更され、15フロアから20フロアに増加。ボスも追加された。
- ブロックに触れても、動かせる状態を示すボタン表示が出にくくなった。
- 一部のサブイベントも、細部に変更が加えられている。例として、GC版のフラノール雪見イベントでは好感度にかかわらずクラトスを選択可能だったが、好感度を上位3位以内にしなければ選択不可能となった。
- サウンドテストにて、ボリュームレベルと効果音が排除された代わりにGC版では無音とされていたトラックにボイスや掛け合いが追加された。

### テイルズ オブ シンフォニア リマスター
2023年2月16日にPlayStation 4・Nintendo Switch・Xbox Oneにて発売された。2016年2月2日配信されたSTEAM版を元に開発された作品。リマスター作品では『テイルズ オブ ヴェスペリア リマスター』に次ぐ2作目。本作は『テイルズ オブ』シリーズ初の海外発売作と言うこともあり、国内ユーザーから“最新プラットフォームで遊びたい”と言う声が寄せられた事で本作の開発企画に至った。
本作は『テイルズ オブ シンフォニア』単品での収録で、続編である『テイルズ オブ シンフォニア ラタトスクの騎士』は未収録となっている。DLC含めリマスター用単体での追加コンテンツなどはないが、『ユニゾナントパック』で追加された『テイルズ オブ』シリーズの主要人物衣装コスチューム称号コンテンツは本作にも収録されているほか、ユニゾン・アタックでの複合特技と秘奥義も全て引き継がれた。PlayStation 4版トロフィー取得方法も『ユニゾナントパック』の『テイルズ オブ シンフォニア』同様の仕様となっている。OP主題歌は『Starry Heavens ver.2013』『そして僕にできるコト ver.2013』の2曲が収録されており、本作開始時の題名画面で待機する事で順次それぞれのOP主題歌アニメを視聴可能となっている。
いずれの機種でもフレームレートは30fps、画面解像度は1920×1080から最大では2K解像度となる仕様でNintendo Switch版のテーブルモードと携帯モードは画面解像度1280×720となる。

#### 改善点
- 主要人物と街とフィールドのオブジェクトの映像向上をビジュアル面でクオリティアップ。
- 一部術技を使用した際のフレームアート安定化。
- エレカー操作の改善。
- 一部イベントとカットシーンのスキップ追加。ただし一部イベントスキップ使用不可の場面が存在。
- セーブデータに日付追加。

発売直後からユーザーにより多数のバグが発見され、特にNintendo Switch版はその数が多かった為、発売から8日後Twitter（現・X）にはNintendo Switch版を中心に修正作業が告知され、同年5月18日、8月22日、10月19日にアップデートによりNintendo Switch版のバグが一部修正された。今後も引き続き案内を行うとしている。

### STEAM版
2016年2月2日配信された海外版。音声は日本語と英語に変更でき、インターフェイスと字幕は英語、フランス語、イタリア語、ドイツ語、スペイン語のみ変更できる。フレームレート問題と解像度が1280×720固定とフォントが所々表示されず、誤字にローカライズも十分にされない問題を抱え評価が悪い。本作を元に2023年2月16日『テイルズ オブ シンフォニア リマスター』が発売された。

## 音楽
作曲の担当は従来と趣が異なっており、これまでは戦闘曲・主要イベントなどは桜庭統、主なタウンマップやダンジョンなどは田村信二という編成だったが、本作ではシルヴァラントでのマップや一部の戦闘曲は主に田村、テセアラやデリス・カーラーンでのマップや多くの戦闘曲は桜庭という編成で作曲が行われた。

### 主題歌
GC版：「Starry Heavens / Starry Heavens ver.2013」
作詞 - misono、作曲 - 鈴木大輔、編曲 - 五十嵐充、day after tomorrow / 歌（オリジナル） - day after tomorrow / 歌（ver.2013） - misono
オリコン最高2位
PS2版：「そして僕にできるコト / そして僕にできるコト ver.2013」
作詞 - 五十嵐充、作曲 - 鈴木大輔、編曲 - 五十嵐充、day after tomorrow / 歌（オリジナル） - day after tomorrow / 歌（ver.2013） - misono
オリコン最高4位
PS3版以降の移植作品ではGC版・PS2版両方のOP映像が収録されている。楽曲はリアレンジされた「ver.2013」となっている（アルバム『symphony with misono BEST』に収録）。

## 評価
GC版はThe 8Th CESA GAME AWARDS 2003-2004 優秀賞を受賞した。

## 関連作品

### 小説
テイルズ オブ シンフォニア
著者は結城聖、イラストは松竹徳幸。スーパーダッシュ文庫より刊行。
- シルヴァラント編 2003年11月21日発売、ISBN 4-08-630155-5
- テセアラ編 2003年12月19日発売、ISBN 4-08-630159-8
- 世界再生編 2003年12月20日発売、ISBN 4-08-630165-2

テイルズ オブ シンフォニア 久遠の輝き（ときのかがやき）
著者は矢島さら、イラストは中嶋敦子。ファミ通文庫より刊行。ゲーム本編を小説化した作品。
1. 2003年12月20日発売、ISBN 4-7577-1676-1
2. 2004年2月20日発売、ISBN 4-7577-1750-4
3. 2004年4月19日発売、ISBN 4-7577-1839-X
4. 2004年6月19日発売、ISBN 4-7577-1902-7

テイルズ オブ シンフォニア 青翠の器（みどりのうつわ）
著者は矢島さら、イラストは中嶋敦子。ファミ通文庫より刊行。ゲーム本編のエンディング後を描いた番外編。
- 2004年9月18日発売、ISBN 4-7577-2003-3

テイルズ オブ シンフォニア 贖罪のクラトス
著者は実弥島巧、イラストはufotable。電撃ゲーム文庫より刊行。物語をクラトスやミトス、プロネーマなどの視点から描いた外伝。
- 2013年11月9日発売、ISBN 978-4-04-866050-1

### ドラマCD
- ドラマCD「テイルズ オブ シンフォニア」-a long time ago- : 全3巻（2004年7月23日〈1巻〉・8月25日〈2巻〉・9月24日〈3巻〉発売[25]）
- ドラマCD「テイルズ オブ シンフォニア」アンソロジー1 〜ロデオライド・ツアー〜 : 上下巻（2005年5月25日〈上〉・6月24日〈下〉発売[25]）
  - 本編の1年後を舞台としたドラマCD。しいなの独白を中心として物語が進行し、しいなとゼロス以外のキャラはほとんど登場しない。

### 漫画
TALES OF SYMPHONIA
作画：壱村仁。『月刊コミックブレイド』2005年4月号から2007年3月号まで連載。『コミックブレイドZEBEL』にも何度か掲載された。全6巻（外伝含む）。
- I.（2005年8月10日発売）ISBN 4-86127-172-X
- II.（2006年1月10日発売）ISBN 4-86127-228-9
- III.（2006年7月10日発売）ISBN 4-86127-285-8
- IV.（2007年1月10日発売）ISBN 978-4-86127-341-4
- V.（2007年7月10日発売）ISBN 978-4-86127-393-3
- EXTRA LOAD.（2007年7月10日発売）ISBN 978-4-86127-394-0

この他、一迅社からアンソロジーコミックが6巻と「THE BEST」が1巻、4コマ漫画が5巻、スクウェア・エニックスからアンソロジーコミックが2巻、4コマ漫画が3巻、マッグガーデンからアンソロジーコミックが2巻、4コマ漫画が1巻刊行されている。

### OVA
『テイルズ オブ シンフォニア THE ANIMATION』（テイルズ オブ シンフォニア ジ・アニメーション）のタイトルで3期に分けて発売。
当初はシルヴァラント編のみで完結予定であったが、監督である外崎春雄の要望でテセアラ編、世界統合編が制作される。当初2話予定であった世界統合編も追加でさらに1話分制作され計11話の長期作品となった。
シルヴァラント編（第1期）
第1巻：2007年6月8日。第2巻：2007年8月10日。第3巻：2007年10月24日。第4巻：2007年12月21日。
DVDでコレクターズ・エディション、エクスフィア・エディション、通常版の3形態が発売された。
2008年9月26日にBlu-ray Disc BOX、DVD-BOXが1年間限定生産商品として発売された。
原作のテセアラ突入までを描いている。このOVAがBS11にて2008年7月4日から4週にわたって放送。また、同番組内でシリーズにまつわるトークをする「ビバ☆テイルズ オブ」も放送。テセアラ編の発表に伴い第1期OVAは『シルヴァラント編』とされた。
テセアラ編（第2期）
第1巻：2010年3月25日。第2巻：2010年5月26日。第3巻：2010年9月23日。第4巻：2011年2月25日。
シルヴァラント編同様、コレクターズ・エディションとエクスフィア・エディションの特典の異なる初回限定版が発売された。
2009年10月12日に徳島県眉山で開催された『眉山山頂秋フェスタ×マチ★アソビ』にて期間限定での劇場公開が発表、翌10月13日には、公式サイトでも発表された。劇場公開はテセアラ編の第1話のみで、2009年12月12日から12月18日、テアトルダイヤとテアトル梅田で先行上映された。
世界統合編（第3期）
第1巻：2011年11月23日。第2巻：2012年6月20日。第3巻：2012年10月24日。
2013年11月6日に全3期をまとめた『テイルズ オブ シンフォニア THE ANIMATION EXTENDED TRILOGY BD-BOX』が発売された。

#### スタッフ（OVA）
- 原作 - 株式会社バンダイナムコゲームス
- 監督 - 外崎春雄
- シリーズ構成・脚本 - 金月龍之介
- キャラクター原案 - 藤島康介
- キャラクターデザイン・作画監督 - 松島晃
- 美術監督 - 伊東広道、三宅昌和（第3巻より）
- 色彩設計 - 千葉絵美
- 撮影監督 - 中村慎太郎
- 編集 - 今井剛
- 音楽 - ZIZZ STUDIO
- 音響監督 - 明田川仁
- プロデューサー - 中村誠、大森啓幸
- 制作プロデューサー - 近藤光
- アニメーション制作 - ユーフォーテーブル
- 製作 - フロンティアワークス、ジェネオンエンタテインメント
- 第2期で変更されたスタッフ
  - 美術監督 - 桑原悟、伊藤広道・三宅昌和（第1巻のみ）
  - 色彩設計 - 千崎美賀子
  - 撮影監督 - 中村慎太郎（第2巻まで）→寺尾優一（第3巻より）
  - プロデューサー - 松永孝之
  - 製作 - フロンティアワークス、ジェネオン・ユニバーサル・エンターテイメント

#### 主題歌（OVA）
第1期
オープニングテーマ「ALMATERIA」
作曲 - Lunaria / 編曲 - 西脇辰弥 / 歌・作詞 - 河井英里
第1・2巻エンディングテーマ「願い」
作詞 - tomo / 作・編曲 - 西脇辰弥 / 歌 - 引田香織
挿入歌（第2巻）「Fiat lux -光あれ-」
歌 - コレット（水樹奈々）作曲 - 筒井香織　作詞 - 江幡育子

挿入歌 / 第3巻エンディングテーマ「うちへ帰ろう」
作詞・作曲 - 江幡育子 / 編曲 - 磯江俊道・江幡育子 / 歌 - コレット（水樹奈々）

第2期
オープニングテーマ「天空のカナリア」
作詞 - Hibiki / 作・編曲 - 加藤裕介 / 歌 - 水樹奈々
第1～3巻エンディングテーマ「祈りの彼方」
作詞 - みとせのりこ / 作・編曲・歌 - 志方あきこ
第4巻エンディングテーマ「TETHE'ALLA 〜対の子どもたち〜」
作詞・作曲・編曲・歌 - 志方あきこ

第3期
オープニングテーマ「ホ・ン・ト・ウ・ソ」
作詞・作曲 - misono&Me / 編曲 - 西川進 / 歌 - Me
第1巻エンディングテーマ「誰ガ為ノ世界」
作詞 - 磯谷佳江 / 作・編曲・歌 - 志方あきこ
第2巻エンディングテーマ「歪」
作詞・作曲・編曲・歌 - 志方あきこ
第3巻エンディングテーマ「光降る場所で～Promesse～」
作詞 - 磯谷佳江 / 作・編曲・歌 - 志方あきこ
第3巻グランドエンディングテーマ「風は遥かな明日を知る」
作詞 - みとせのりこ / 作・編曲・歌 - 志方あきこ

#### 各話リスト
| 編               | 巻数 | 絵コンテ          | 演出     |
| ---------------- | ---- | ----------------- | -------- |
| シルヴァラント編 | 1    | 外崎春雄          | 外崎春雄 |
| シルヴァラント編 | 2    | 島津裕行          | 外崎春雄 |
| シルヴァラント編 | 3    | 島津裕行          | 外崎春雄 |
| シルヴァラント編 | 4    | 島津裕行 外崎春雄 | 外崎春雄 |
| テセアラ編       | 1    | 外崎春雄          | 外崎春雄 |
| テセアラ編       | 2    | 外崎春雄          | 外崎春雄 |
| テセアラ編       | 3    | 島津裕行          | 外崎春雄 |
| テセアラ編       | 4    | 外崎春雄          | 外崎春雄 |
| 世界統合編       | 1    | 三浦貴博          | 外崎春雄 |
| 世界統合編       | 2    | 外崎春雄          | 外崎春雄 |
| 世界統合編       | 3    | 外崎春雄          | 外崎春雄 |

#### 映像特典
第1期
クラトス先生のプライベートレッスン
DVD『コレクターズ・エディション』第1巻、映像特典。
帰ってきたクラトス先生のプライベートレッスン
2008年9月26日発売『Blu-ray Disc BOX』映像特典。

第2期
映像特典・新作おまけアニメ
DVD『コレクターズ・エディション』各巻映像特典。
- 第1巻『また会えたね 〜笑撃のジャッジメント!〜』
- 第2巻『やっと揃ったね 〜連携のジャッジメント封じ!〜』
- 第3巻『犯人は誰だ!? 〜名探偵リフィル先生〜』
- 第4巻『祝♪テセアラ編完結!〜リフィル先生のプライベートレッスン?〜』

第3期
映像特典・新作おまけアニメ
DVD『コレクターズ・エディション』各巻映像特典。
- 第1巻『〜名探偵ユアン〜メガネも意外とス・テ・キ♪』
- 第2巻『ているず おぶ しんふぉにあ 劇場』
- 第3巻『見えるテイルズ リング シンフォニア! 最終回SP』

#### 関連商品（OVA）
書籍
- テイルズ オブ シンフォニア THE ANIMATION ビジュアルファンブック
- テイルズ オブ シンフォニア THE ANIMATION テセアラ編 オフィシャルガイド

音楽CD
- OVA「テイルズ オブ シンフォニア THE ANIMATION」シルヴァラント ソングス

## 関連商品

### 書籍
- Vジャンプブックス [ゲームシリーズ] テイルズ オブ シンフォニア（2003年8月29日発売[28]）
- テイルズ オブ シンフォニア 公式コンプリートガイド（2003年10月1日発売[28]）ISBN 4-902372-01-0
- テイルズ オブ シンフォニア イラストレーションズ 藤島康介のキャラクター仕事（2004年1月26日発売[18]）ISBN 4-7580-1019-6
- Vジャンプブックス [ゲームシリーズ] テイルズ オブ シンフォニア PS2版（2004年9月22日発売[18]）
- PS2版 テイルズ オブ シンフォニア 公式コンプリートガイド（2004年10月27日発売[18]）ISBN 4-902372-04-5
- テイルズ オブ シンフォニア 公式シナリオブック（2008年6月26日発売[26]）ISBN 978-4-902372-17-5

### サウンドトラック
- 「テイルズ・オブ・シンフォニア」オリジナル・サウンドトラック
- テイルズ オブ シンフォニア オリジナル・サウンドトラック（2004年10月27日発売[25]）

### ラジオCD
- DJCD テイルズリング・シンフォニア Comic Market 75 Limited
- DJCD テイルズリング・シンフォニア Comic Market 77 Limited
- DJCD テイルズリング・シンフォニア Comic Market 78 Limited
- DJCD テイルズリング・シンフォニア Comic Market 79 Limited
- DJCD テイルズリング・シンフォニア Comic Market 80 Limited

## 他作品との関連
以下は発売日順。
テイルズ オブ ザ ワールド なりきりダンジョン3
パーティキャラ9人がプレイヤーキャラクターとして、ユグドラシルがノンプレイヤーキャラクターとして、彼ら10人の衣装がなりきり服として登場。
テイルズ オブ ジ アビス
ロイドの衣装が登場。
テイルズ オブ デスティニー（PS2版）
クラトスが登場。
テイルズ オブ ザ ワールド レディアント マイソロジー
シリーズキャラクター共演作品。ロイド、ジーニアス、リフィル、クラトスがプレイヤーキャラクターとして登場。
ソウルキャリバー レジェンズ
格闘ゲーム「ソウルシリーズ」の1つ。ロイドがゲストキャラとして登場。劇画調のイラストが用意されている。
テイルズ オブ ヴェスペリア
ロイドの衣装・手配書、ミトスの衣装が登場。また、クラトスが隠しダンジョンと闘技場に「天上に反逆せし戦士」として登場。
テイルズ オブ ザ ワールド レディアント マイソロジー2
シリーズキャラクター共演作品。ロイド、コレット、ジーニアス、リフィル、クラトス、ゼロス、プレセアがプレイヤーキャラクターとして登場。
テイルズ オブ バーサス
シリーズキャラクター共演作品。ロイド、コレット、クラトス、プレセアがプレイヤーキャラクターとして登場。特典DVDにマグニスが登場。
テイルズ オブ グレイセス エフ
ゼロスの衣装がリチャードのコスチュームとして登場。
ヴィーナス&ブレイブス〜魔女と女神と滅びの予言〜（PSP版）
バンダイナムコゲームスのRPG。ロイド、コレット、ジーニアス、プレセアが登場し、本作品のキャラが彼らの技を習得可能。
テイルズ オブ ザ ワールド レディアント マイソロジー3
シリーズキャラクター共演作品。ロイド、コレット、ジーニアス、リフィル、クラトス、しいな、ゼロス、プレセアがプレイヤーキャラクターとして、ユグドラシルがノンプレイヤーキャラクターとして登場。
テイルズ オブ エクシリア
クラトスの衣装がアルヴィンのコスチュームとして登場。
テイルズ オブ ザ ヒーローズ ツインブレイヴ
シリーズキャラクター共演作品。ロイドとゼロスがプレイヤーキャラクターとして登場。
テイルズ オブ ザ ワールド タクティクス ユニオン、テイルズ オブ ザ ワールド レーヴ ユナイティア
シリーズキャラクター共演作品。ロイド、ゼロス、プレセア、コレットがプレイヤーキャラクターとして登場。
テイルズ オブ エクシリア2
しいなの衣装がミュゼのコスチュームとして登場。
テイルズ オブ ハーツ R
ユグドラシルの衣装がカルセドニーのコスチュームとして登場。
大乱闘スマッシュブラザーズ for Nintendo 3DS / Wii U
任天堂のキャラクター共演作品。バンダイナムコスタジオが開発に携わっており、バンダイナムコゲームスからはパックマンがゲスト参戦している。2015年7月31日のアップデートで、Miiファイター向けのコスチュームとしてロイドの衣装が有料配信開始。
テイルズ オブ ゼスティリア
ゼロスの衣装がデゼルとザビーダのコスチュームとして登場。
テイルズ オブ ザ レイズ
シリーズキャラクター共演作品。ロイド、コレット、ジーニアス、リフィル、ゼロス、しいな、プレセア、リーガル、クラトス、ミトス、ユアン、マーテル、セレス、ノイシュが登場。
アナザーエデン 時空を超える猫
シリーズキャラクター共演作品。ロイド、コレットがプレイヤーキャラクターとして、ゼロス、ジーニアスがノンプレイヤーキャラクターとして登場。スマホゲームの一つでありPCでもプレイできるが、ゲーム内コラボの期間が制限されていない。また、スキットチャットがコラボのために新規に収録されている。